# Támara de Campos
Támara de Campos es un municipio y localidad española de la provincia de Palencia, en la comunidad autónoma de Castilla y León. Se encuentra en la comarca natural de Tierra de Campos y forma parte, asimismo, del partido judicial de Palencia.
Sus orígenes se remontan a la repoblación efectuada en la zona durante el siglo X tras los avances hechos en Sahagún, Carrión y Astudillo. Dicho origen podría estar relacionado con la fundación del monasterio de San Miguel, ya mencionado en 960. Posteriormente fue, junto con otras ocho poblaciones, una de las llamadas Nueve Villas de Campos, que compartían términos comunes pero gozaban de ordenanzas propias y contaban con un gobierno federado que se reunía una vez al año en asamblea en Támara.
A finales del siglo XII o en el XIII la Orden de San Juan de Jerusalén fundó un hospital de peregrinos, que influyó en la prosperidad de la villa al verse beneficiada por el paso del Camino de Santiago. Los vecinos de la misma eligieron voluntariamente ser vasallos de la Orden y como tal aparece aún en el Becerro de las Behetrías, a mediados del siglo XIV, si bien los censos publicados en los siguientes siglos ya aparece citada como lugar de realengo. Finalmente, tras la caída del Antiguo Régimen quedó constituida en ayuntamiento constitucional.
La villa, en su conjunto, posee la declaración de Bien de Interés Cultural, en la categoría de conjunto histórico artístico, y entre su patrimonio destaca especialmente la iglesia de San Hipólito el Real (también declarada BIC), el Hospital de San Juan de Jerusalén y el monasterio de San Miguel, además de varias casas nobles y los restos de la muralla medieval. Es el lugar de nacimiento de Sinesio Delgado, fundador de la Sociedad General de Autores y Editores (SGAE).
Su economía se basa principalmente en el sector primario; en época contemporánea, el aumento del turismo rural y su patrimonio histórico-artístico ha provocado una diversificación de la misma. Entre las celebraciones que tienen lugar a lo largo del año destacan las fiestas patronales en honor de San Hipólito, el 13 de agosto, pero especialmente la fiesta de la Cruz, el 3 de mayo, cuya tradición se remonta como mínimo a 1502; esta incluye una danza de paloteos, escenificada por ocho danzantes a los que acompaña el «Chiborra», personaje común a otras muchas fiestas de la provincia.

## Toponimia
El topónimo de la villa podría derivar de la raíz indoeuropea temH- «oscuro» o temH-es «oscuridad»; esta raíz pasaría al celta y sus derivaciones, expresando la idea de color oscuro, tono que caracteriza al agua de los acuíferos, abundantes en la zona. Otra teoría, defendida por Moralejo Laso y Menéndez Pidal, indica que la palabra «Támara», de origen prerromano, significaría choza, pajar o majada, con la cual estaría relacionada posteriormente el término castellano antiguo «támara», que hacía referencia a leña menuda, despojo de troncos o de leña gruesa. Su predicado alude a Tierra de Campos, la comarca en la que se ubica.

## Geografía física

### Ubicación
El término municipal de Támara de Campos, que abarca una superficie de 20,75 km², está situado en la zona central de la provincia de Palencia. Su territorio está representado en la hoja MTN50 (escala 1:50.000) 236 del Mapa Topográfico Nacional.
| Noroeste: Frómista    | Norte: Frómista | Noreste: Santoyo   |
| Oeste: Piña de Campos |                 | Este: Santoyo      |
| Suroeste Amusco       | Sur: Astudillo  | Sureste: Astudillo |

### Orografía
El municipio se encuentra al noreste de la zona central de la cuenca del Duero, en concreto en el extremo este de Tierra de Campos, caracterizada por un relieve de escasa pendiente, interfluvios suaves y valles fluviales de fondo plano, en contraposición a los páramos calcáreos con los que limita en su parte sur. Su altitud media oscila entre los aproximadamente 880 m s. n. m., la zona más alta situada en el páramo al sur del municipio —en el entorno del vértice geodésico de San Miguel (886 m s. n. m.)— y los 760 m s. n. m., la zona más baja, en el extremo noroccidental del territorio municipal. A nivel general, Támara de Campos forma parte de la cuenca del Duero, depresión de origen terciario colmatada por materiales continentales que posteriormente fueron erosionados y recubiertos por sedimentos cuaternarios.
Edafológicamente, en sus suelos predominan sedimentos de origen Neógeno, en concreto limos arenosos y arcillas en las zonas llanas y calizas, margas y yesos en el páramo, y Cuaternario, en forma de arenas, conglomerados y arcillas en las zonas próximas al río Cueza. A nivel geológico los materiales que nos encontramos son calizas, yesos y graveras, aprovechados históricamente para la construcción.

### Hidrografía
El municipio se encuentra en la cuenca del río Ucieza —afluente del río Carrión—, perteneciente a la cuenca hidrográfica del Duero. Sus cursos fluviales se caracterizan por la irregularidad de su caudal, con estiajes en época estival y crecidas en otoño e invierno debido a la lluvia. Además del Ucieza, que atraviesa el municipio por su extremo noroccidental, entre los diversos afluentes que desaguan en él están los arroyos de Fuenteandrino, del Corsario y de Malpaso. Asimismo, el Canal del Pisuerga atraviesa el municipio en dirección  noreste-suroeste, siendo utilizadas sus aguas para el regadío.

### Clima
El clima en el municipio se clasifica como mediterráneo continentalizado, de inviernos fríos con frecuentes heladas, y veranos cálidos y secos. La oscilación térmica anual ronda los 20 °C mientras que la diaria supera en ocasiones los 15 °C. Las bajas precipitaciones se reparten de forma irregular a lo largo del año, con escasez de las mismas en verano, concentrándose al final del otoño, en los meses invernales y en primavera.
Según la clasificación climática de Köppen Támara de Campos se encuadra en la variante Csb, es decir, clima mediterráneo de veranos suaves, con la media del mes más cálido no superior a 22 °C pero superándose los 10 °C durante cinco o más meses. Se trata de un clima de transición entre el mediterráneo (Csa) y el oceánico (Cfb). En base de los datos de las estaciones meteorológicas situadas en Ribas de Campos, a 18 kilómetros de distancia, y la propia Támara de Campos, los parámetros climáticos promedio aproximados del municipio son los siguientes:
| Parámetros climáticos promedio de Ribas de Campos (temperaturas) y Támara de Campos (precipitaciones)                             | Parámetros climáticos promedio de Ribas de Campos (temperaturas) y Támara de Campos (precipitaciones) | Parámetros climáticos promedio de Ribas de Campos (temperaturas) y Támara de Campos (precipitaciones) | Parámetros climáticos promedio de Ribas de Campos (temperaturas) y Támara de Campos (precipitaciones) | Parámetros climáticos promedio de Ribas de Campos (temperaturas) y Támara de Campos (precipitaciones) | Parámetros climáticos promedio de Ribas de Campos (temperaturas) y Támara de Campos (precipitaciones) | Parámetros climáticos promedio de Ribas de Campos (temperaturas) y Támara de Campos (precipitaciones) | Parámetros climáticos promedio de Ribas de Campos (temperaturas) y Támara de Campos (precipitaciones) | Parámetros climáticos promedio de Ribas de Campos (temperaturas) y Támara de Campos (precipitaciones) | Parámetros climáticos promedio de Ribas de Campos (temperaturas) y Támara de Campos (precipitaciones) | Parámetros climáticos promedio de Ribas de Campos (temperaturas) y Támara de Campos (precipitaciones) | Parámetros climáticos promedio de Ribas de Campos (temperaturas) y Támara de Campos (precipitaciones) | Parámetros climáticos promedio de Ribas de Campos (temperaturas) y Támara de Campos (precipitaciones) | Parámetros climáticos promedio de Ribas de Campos (temperaturas) y Támara de Campos (precipitaciones) |
| Mes | Ene.                                                                                                  | Feb.                                                                                                  | Mar.                                                                                                  | Abr.                                                                                                  | May.                                                                                                  | Jun.                                                                                                  | Jul.                                                                                                  | Ago.                                                                                                  | Sep.                                                                                                  | Oct.                                                                                                  | Nov.                                                                                                  | Dic.                                                                                                  | Anual                                                                                                 |
| --- | --- | --- | --- | --- | --- | --- | --- | --- | --- | --- | --- | --- | --- |
| Temp. media (°C) | 2.50                                                                                                  | 4.10                                                                                                  | 6.60                                                                                                  | 8.50                                                                                                  | 12.20                                                                                                 | 16.40                                                                                                 | 20 | 19.90                                                                                                 | 16.40                                                                                                 | 11.30                                                                                                 | 6.40                                                                                                  | 3.30                                                                                                  | 10.6                                                                                                  |
| Precipitación total (mm) | 44.80                                                                                                 | 39.30                                                                                                 | 29.70                                                                                                 | 45.80                                                                                                 | 47 | 41 | 23.40                                                                                                 | 16.60                                                                                                 | 40.40                                                                                                 | 41.90                                                                                                 | 51.50                                                                                                 | 44.70                                                                                                 | 466.1                                                                                                 |
| Fuente: Ministerio de Agricultura, Alimentación y Medio Ambiente. Datos de precipitación (1961-1998) y de temperatura (1968-1998) | | | | | | | | | | | | | |

## Flora y fauna
El término municipal de Támara de Campos está dentro del área de distribución del piso bioclimático supramediterráneo, por lo que su vegetación clímax son las especies marcescentes y las coníferas. Como en el resto de Tierra de Campos, presenta un terrazgo completamente humanizado, en el que las tareas agrícolas han modificado tanto la orografía como el paisaje; por ello, desde tiempos históricos, su cubierta boscosa original —compuesta principalmente por encinas y quejigos— ha desaparecido, y en su lugar se extienden campos de cultivo de cereal, sin apenas elementos arbóreos. De estos, los únicos existentes de cierto porte se limitan a las riberas de los cauces fluviales, con especies como chopos y álamos, y a determinadas lindes, en las cuales especies como sauces o espinos separan los campos de cultivo.
La fauna que habita, en mayor o menor medida, el término municipal se corresponde con la presente en el resto de la comarca, típica de paisajes esteparios. Así, mamíferos como el conejo, la liebre o el zorro, pero especialmente aves; ratonero común, alcaraván, alondra, urraca, cogujada, aguilucho cenizo o perdiz son algunas de ellas.

## Historia

### Edad Antigua
El término municipal de Támara tuvo un pasado romano difícil de identificar tanto en documentos como en tradición, pero la arqueología viene a demostrar que existió tal pasado gracias a las piezas de mobiliario de los siglos I y II y los bronces decorativos de dos lechos distintos encontrados, representando según la tradición a Pomona (en realidad se trata de un sátiro con frutos en sus manos y enredados en su cabello) y Hércules, que se cree proceden de una villa romana; se custodian en el Museo Arqueológico Nacional de Madrid. Posteriormente debió de existir algún asentamiento visigodo a tenor de la existencia de varios pagos con los nombres de «Gondumior» y «Milisendra» y del hallazgo de restos cerámicos.

### Edad Media
Tras la conquista musulmana de la península ibérica, acaecida en las primeras décadas del siglo VIII, la cuenca del Duero sufrió un proceso de despoblación y desde mediados del siglo VIII la zona quedó abandonada, hasta la intervención de Alfonso III de Asturias, a finales del siglo IX, cuando se repoblaron la mayor parte de las tierras palentinas. Después de la fundación, hacia 872, del monasterio de Sahagún, otro hito destacado fue el surgimiento del primitivo núcleo de Carrión, que aparece en la documentación en 915 y que junto con Cisneros y Astudillo conformó un eje a partir del cual se fue asentando población en Tierra de Campos y del Ucieza, hacia Monzón, surgiendo los distintos núcleos entre los cuales estaría Támara.

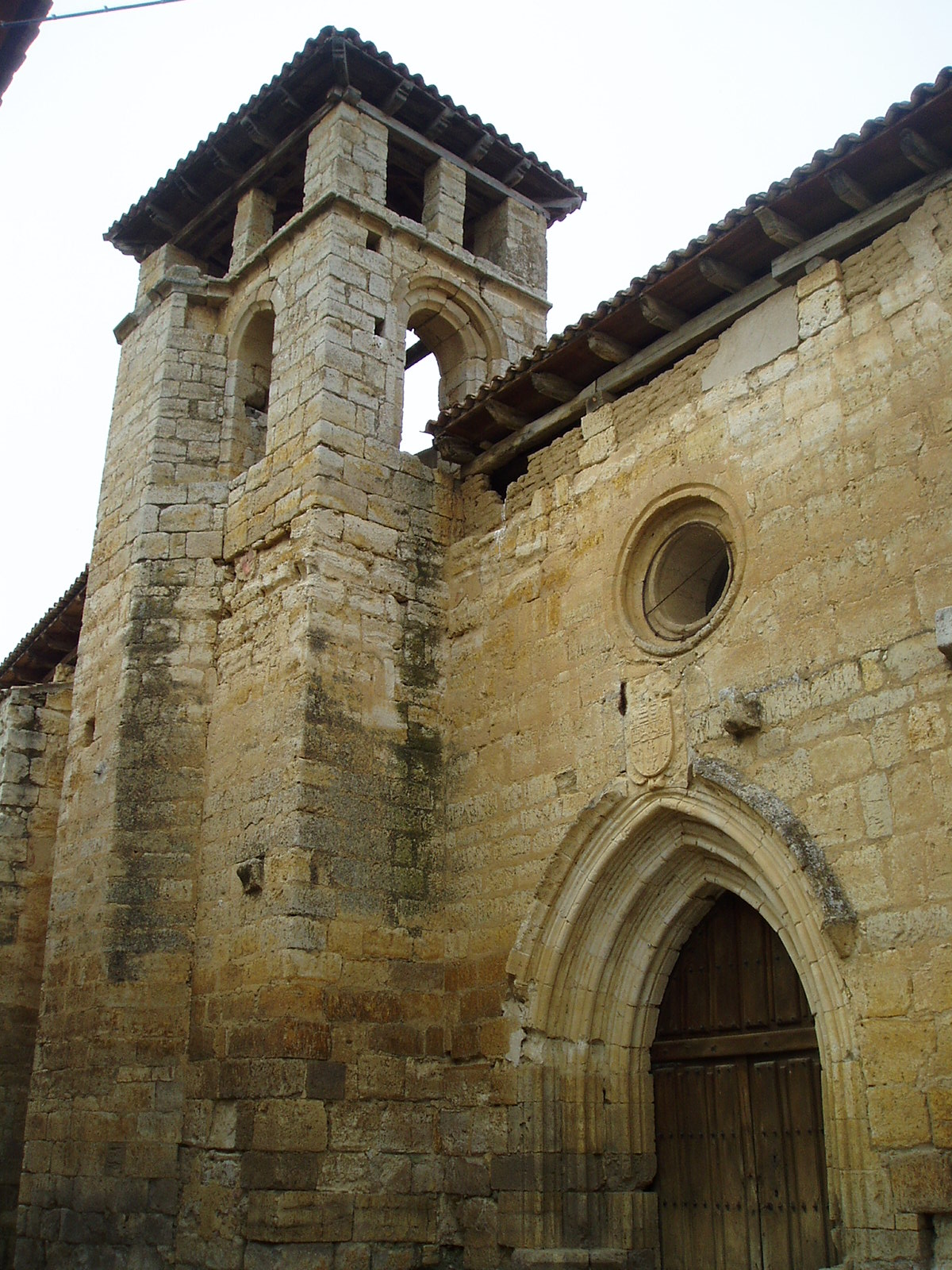
El monasterio de San Miguel jugó un papel fundamental en los orígenes de Támara

Sus orígenes, en el contexto del proceso repoblador, podrían estar relacionados con la fundación de un monasterio (San Miguel), y las primeras noticias documentadas aparecen en el mismo siglo X, cuando en 960 el conde Fernán González entregó a dicho monasterio la jurisdicción y propiedad del barrio de la Serna donde estaba enclavado, con el derecho de ampliarlo con familias procedentes de otros lugares; esto siempre se produjo bajo el amparo de fueros reales que se renovaron en años sucesivos por voluntad de los distintos monarcas, hasta el reinado de Pedro I. Algunos autores, a partir de De rebus Hispaniae de Jiménez de Rada, han situado la batalla de Tamarón (1037) en Támara; sin embargo, las crónicas najerense, silense y Chronicon mundi de Lucas de Tuy además de los anales Toledanos, Compostelanos y Castellanos Segundos dan como lugar de la batalla el valle de Tamarón, en Burgos. 
La villa de Támara alcanzó su máximo esplendor en tiempos del vencedor de dicha batalla, Fernando I; durante años, los condes de Carrión por un lado y los de Monzón por otro habían mantenido litigios por los límites entre sus condados. Entre ellos se encontraba Támara, último bastión leonés frente al condado de Fernando de Armentales, castellano. En ese contexto de intenso vaivén político se estableció la figura territorial de las Nueve Villas de Campos, a caballo entre lo autónomo y lo concejil. Estas villas eran Amusco, Amayuelas de Abajo, Amayuelas de Arriba, Támara, Ferrombrada, Piña de Campos, Villa Onielo, San Esteban y Alba. Todas ellas tenían términos comunes pero gozaban de ordenanzas propias con sus diputados (los llamados hombre buenos) que las representaban, a modo de gobierno federado que se reunía una vez al año en asamblea en la villa de Támara.

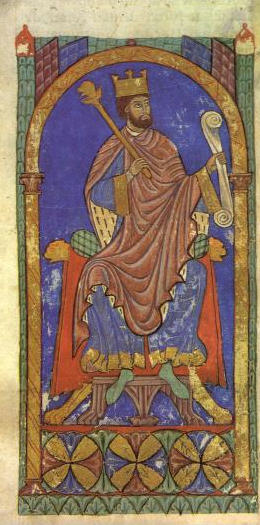
Alfonso VII, uno de los protagonistas del pacto de Támara

El 7 de julio de 1127 Alfonso VII de León —que en 1148 otorgó fueros a las Nueve Villas de Campos— se presentó en Támara ante su padrastro, el rey Alfonso I de Aragón, para exigirle la devolución de las plazas ocupadas por este durante la minoría de edad del monarca leonés. Para evitar el enfrentamiento se negoció el Pacto de Támara, en el que el monarca aragonés cedía algunas plazas fronterizas, volviendo los límites anteriores a 1054, y se reconocía su soberanía sobre Vizcaya, Álava, Guipúzcoa, Belorado, La Bureba, Soria, San Esteban de Gormaz y La Rioja.
En estos tiempos se recaudaba una buena suma por multas diversas que se empleaba en recomponer los paños deteriorados de la muralla. El monte Carrascal era explotado comunalmente junto con las otras localidades, privilegio del que gozaba todavía la villa en el siglo XVIII y así se expresa en el Catastro del Marqués de la Ensenada en la sección de Respuestas generales:

Asimismo tiene derecho esta villa a un término y monte llamado el Carrascal, a distancia de dos leguas, poco más o menos, cuyo término y monte es comunero entre las que se dicen Nueve Villas de Campos; y al presente se está litigando sobre su uso y aprovechamiento.
Catastro del Marqués de la Ensenada

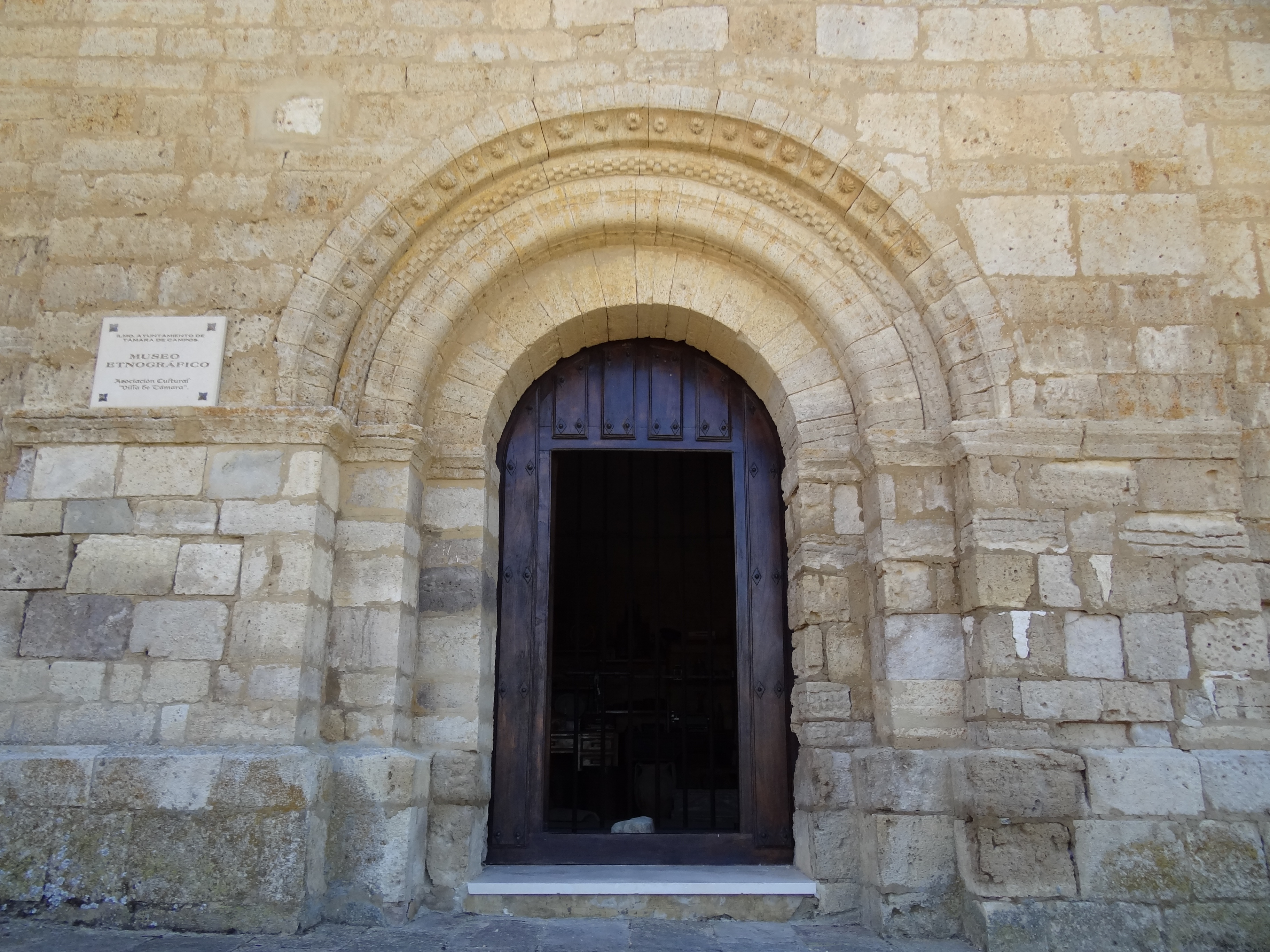
Puerta de la iglesia del antiguo hospital sanjuanista

A finales del siglo XII, o ya en el XIII, se fundó un hospital de peregrinos, bajo la administración de la Orden de San Juan de Jerusalén, que influyó en la prosperidad de la villa al verse beneficiada por el paso cercano del Camino de Santiago, desde el que los peregrinos se desviaban para acceder a dicho hospital. Su construcción por la Orden fue debida a la aportación social, económica y cultural del Camino, y supuso además una garantía de cumplimiento de los distintos tratados fronterizos entre el reino de León y el reino de Castilla. El complejo monástico y hospitalero se construyó junto a la iglesia románica que ya existía.
La orden sanjuanista se tomó mucho interés por la villa de Támara y en 1333 intercedió ante el rey Alfonso XI para obtener la concesión de un mercado semanal que supondría franquicias y pingües beneficios; el mercado tuvo lugar todos los viernes del año. La orden fue tomando vigor por toda la zona de Tierra de Campos y los reyes Alfonso VIII y Alfonso X le concedieron la jurisdicción de varias villas, entre ellas Támara desde finales del siglo XII, cuyos vecinos eligieron voluntariamente declararse sus vasallos. Ya en el siglo XVI, la diócesis se hizo cargo de la administración del hospital.
La villa obtuvo otras ventajas políticas y económicas por el hecho de que su iglesia principal, San Hipólito —edificada en el siglo XIV— fuera de patronato real. Los privilegios reales obtenidos fueron: privilegios del yantar del rey sobre los términos de Támara, Ferrombrada y Población de Campos, privilegios de las Tercias Reales y privilegio de recaudar donaciones y limosnas para el mantenimiento de la iglesia. Se sumó además buena cantidad de testamentos, donaciones y fundaciones. Todo lo cual hizo posible que la villa creciera y aumentaran las construcciones de buenos e importantes edificios.
En 1352 el monarca Pedro I incorporó las Nueve Villas (Novem Villis) a la merindad de Monzón de Campos y todas ellas pasaron a manos de señores a excepción de Támara, que se mantuvo como villa de realengo con administración independiente. En esas fechas, el Becerro de las Behetrías indicaba acerca de Támara que era lugar del obispado de Palencia y pertenecía a la Orden de San Juan de Acre. Sus vasallos pagaban una serna al mes si tenían bueyes o tres al año si tenían caballos y pagaban, en concepto de infurción, 4½ celemines de cebada, 11 dineros y una cántara de mosto el que tenía viña. Los vasallos de San Pedro de Cardeña pagaban seis sernas al año si tenían bueyes o una serna, para segar en agosto, si carecían de ellos. Asimismo también pagaban al rey varios tributos, entre los que se encontraban 550 maravedís en concepto de martiniega, así como monedas, servicios, fonsadera y yantar.

### Edad Moderna
En el Censo de Vecindarios de la Corona de Castilla de 1591 se indica que pertenecía a la merindad de Monzón y contaba con 286 vecinos, de los cuales 274 eran pecheros, un hidalgo y 11 clérigos. Ya en el siglo XVIII, a mediados del mismo el Catastro de Ensenada caracteriza Támara como villa de realengo, con 140 vecinos entre los que se incluían nueve eclesiásticos y dos viudas; su casco urbano estaba formado por 202 casas, algunas arruinadas, y pagaban 14 reales y 24 maravedís a la Marquesa de Aguilar por martiniega. El censo del Conde de Aranda de 1768 señala una población de 724 habitantes, 350 hombres (136 casados y 214 solteros) y 374 mujeres (137 casadas y 237 solteras). El censo de Floridablanca, de 1787, lo menciona como villa de jurisdicción real, con alcalde ordinario, perteneciente al partido de Nueve Villas y a la intendencia de Palencia; contabiliza 825 vecinos, 395 hombres (234 solteros, 146 casados y 15 viudos) y 430 mujeres (234 solteras, 162 casadas y 34 viudas). Entre ellos distingue siete beneficiados, un teniente de cura, un sacristán, dos acólitos, un escribano, tres estudiantes, 26 labradores, 127 jornaleros, ocho artesanos, un empleado a sueldo real, tres con fuero militar y 645 menores o sin profesión especificada. Asimismo señala la existencia de un hospital, el de la Concepción.

### Edad Contemporánea
A principios del siglo XIX, Sebastián Miñano, en su Diccionario geográfico y estadístico de España y Portugal (1826-1829), señalaba que era villa de realengo perteneciente a la provincia y obispado de Palencia. Describe el lugar en un otero, con calles muy pendientes y mal empedradas, pero en el que buena parte de las construcciones eran de buena arquitectura, contando con un hospital y dos parroquias; de estas, una era la principal y la otra era un priorato, en el cual residían dos monjes del monasterio de San Pedro de Cardeña. Destaca también la existencia de varios lienzos de la antigua muralla, en la que se abrían tres puertas. Su población era de 859 habitantes, producía trigo, cebada y vino, y en sus inmediaciones señala la existencia de bastantes fuentes, destacando la de San Roque, de aguas medicinales.
Tras la caída del Antiguo Régimen quedó constituido en ayuntamiento constitucional. A mediados de siglo Pascual Madoz, en su Diccionario geográfico-estadístico-histórico de España y sus posesiones de Ultramar (1845-1850), lo sitúa en la provincia y diócesis de Palencia, partido judicial de Astudillo y audiencia territorial y capitanía general de Valladolid. Al igual que Miñano, describe su situación en un promontorio, en la falda de unos cerros, y caracteriza su clima como poco frío y bien ventilado, pero propenso a calenturas, reumas y fiebres gástricas. Contaba con 200 casas, hospital, posada, escuela de primeras letras, varias fuentes, dos parroquias y una ermita. Su población era de 718 almas (habitantes) y producía trigo, cebada, centeno, patatas, legumbres y vino, además del ganado lanar. Junto con la agricultura, otras actividades económicas eran la desempeñada por varios arrieros y la elaboración de calcetas. Durante el resto del siglo XIX su población permaneció estable, pero desde la segunda década del siglo XX la localidad experimenta un descenso demográfico, siendo especialmente intenso entre 1950 y 1981, cuando perdió casi 300 habitantes debido al éxodo rural.

## Demografía
Cuenta con una población de 74 habitantes (INE 2024).
| Gráfica de evolución demográfica de Támara de Campos entre 1842 y 2021 |
| |
| Población de derecho según los censos de población del INE Población de hecho según los censos de población del INEEn estos censos se denominaba Támara: 1842, 1857, 1860, 1877, 1887, 1897, 1900, 1910, 1920, 1930, 1940, 1950, 1960, 1970 y 1981 |

La población está registrando un progresivo descenso desde el último tercio del siglo XX como consecuencia del envejecimiento de la población, la escasez de nacimientos y la emigración hacia núcleos más dinámicos debido a la falta de empleo.
Pirámide de población
Los datos de la pirámide de población de 2014 se pueden resumir así:
- La población menor de 20 años es el 9,46 % del total.
- La comprendida entre 20-40 años es el 14,86 %.
- La comprendida entre 40-60 años es el 22,97 %.
- La mayor de 60 años es el 52,7 %.

## Urbanismo

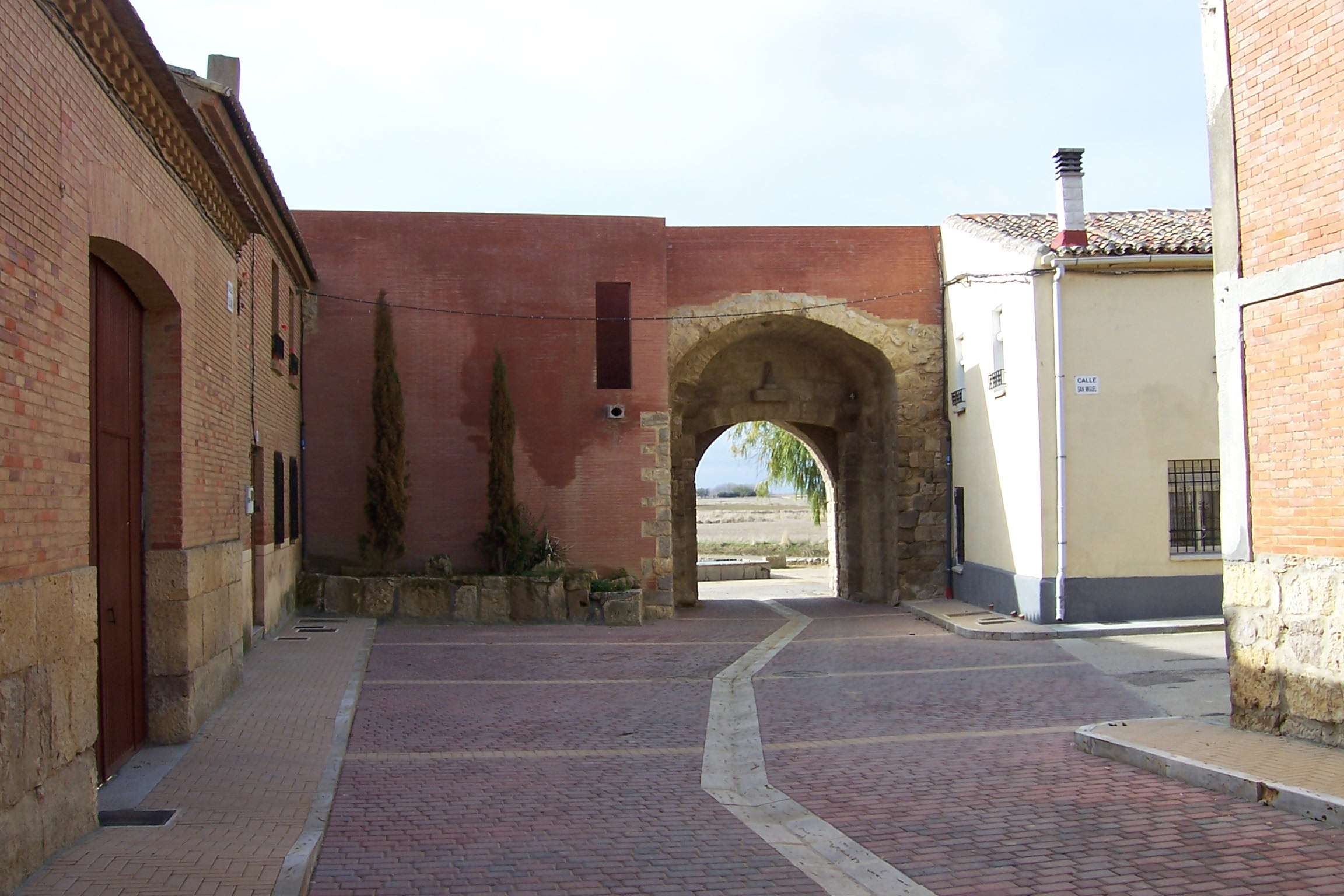
Arco del Caño, una de las puertas de la muralla

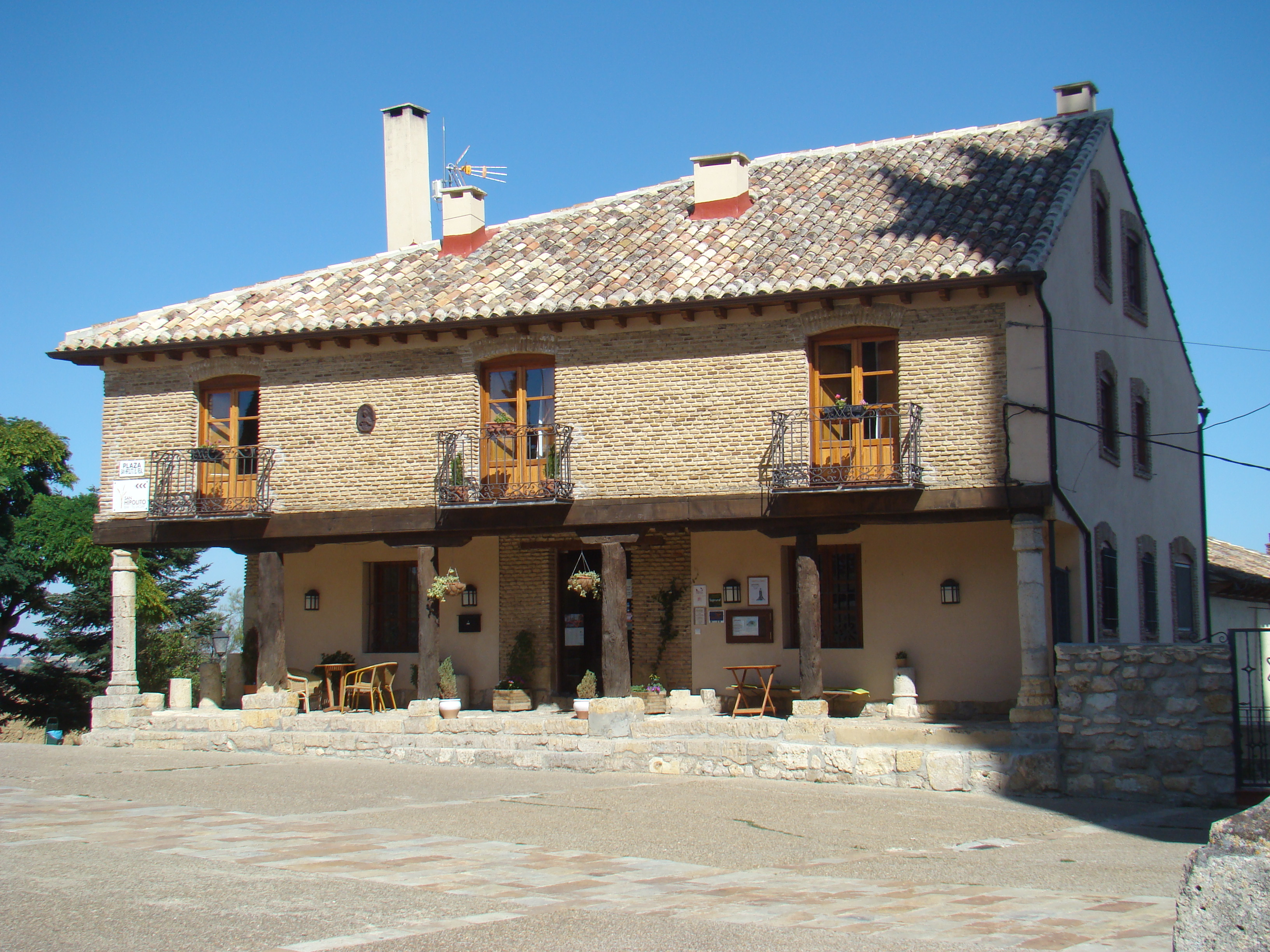
Casa porticada de la plaza de San Hipólito

El núcleo central y más antiguo lo constituye una gran plaza llamada de San Hipólito el Real. Allí se alza en un extremo la iglesia de San Hipólito y muy cerca en un cerro, la iglesia de lo que fue hospital de peregrinos perteneciente a la orden de San Juan de Jerusalén. Se llega a ella desde la plaza subiendo una gran escalinata o bien por una rampa moderna en zigzag. La plaza estuvo toda ella porticada y como recuerdo queda una casa antigua construida en ladrillo, con balcones de forja; es de arquitectura popular, asoportalada con columnas de piedra y madera; en la actualidad es un hostal.
La villa conserva un cierto aire medieval. Estuvo amurallada desde el siglo XI pero solo se conservan dos puertas, Arco del Caño y Arco de San Miguel, y algún paño perdido y deteriorado. Muchas de las casas conservan su trazado de arquitectura popular, incluso su antigua distribución interior aunque la mayoría han sido remodeladas y arregladas.
El barrio de la Serna fue muy importante en la Edad Media. En este barrio se ubicaba el monasterio de San Miguel, origen de la expansión de Támara pues con su ayuda y los privilegios otorgados por los reyes el barrio fue creciendo siendo la sede de una importante repoblación. La Ronda de San Miguel es una calle interesante donde además de la iglesia citada y muy cerca de ella se conserva todavía la casa del Priorato construida en buena piedra.
En el núcleo más antiguo de la villa, por detrás de San Hipólito, se encuentran otras casas de interés como la casa natal de Sinesio Delgado, Villa Julia, las antiguas escuelas y otras que todavía muestran el empaque y nobleza de su pasado. El pueblo contó desde época renacentista con dos fuentes que se nutren de sendos manantiales y que aún cumplen con su cometido. La tradicional economía vitícola dejó su recuerdo en una treintena de bodegas excavadas en la falda del cerro donde se alza la villa.

## Transporte y comunicaciones
Red viaria
Támara de Campos no está integrada en la red principal de carreteras pero está conectada con otras localidades de su entorno a través de tres viales de la red secundaria:
| Identificador | Denominación         | Itinerario                                        |
| ------------- | -------------------- | ------------------------------------------------- |
| P-430         | Carretera provincial | Discurre entre Frómista y Valdespina.             |
| PP-4301       | Carretera provincial | Discurre entre Támara de Campos y Piña de Campos. |
| PP-4302       | Carretera provincial | Discurre entre Támara de Campos y Santoyo.        |

Otros medios
Para el transporte por ferrocarril la estación más cercana es la de Piña de Campos, a 4 km, que ofrece servicios de Media Distancia a Valladolid, Palencia, Reinosa y Santander. Para el transporte por autobús cuenta con servicios locales a Melgar de Fernamental, Astudillo y Palencia. Por su parte, para el transporte aéreo, la opción más cercana es el aeropuerto de Valladolid, situado a 84 km.
Parque de vehículos de motor
En 2011, en el municipio había un total de 75 vehículos de motor, que representaba un índice de 688,9 automóviles por cada 1000 habitantes. El punto de Inspección Técnica de Vehículos más cercano se encuentra en Palencia.
| Tipo de vehículo       | Cantidad |
| Automóviles            | 62       |
| Camiones               | 6        |
| Motocicletas           | 2        |
| Autobuses              | 0        |
| Tractores industriales | 1        |
| Otros vehículos        | 4        |
| Total                  | 75       |

## Economía
El sector primario ha sido tradicionalmente el de mayor representación en el municipio y así, en diciembre de 2014, se inscribían en el mismo cinco trabajadores y tres empresas, con dedicación a la agricultura y la ganadería. Respecto a la distribución del suelo, en 2007 los terrenos municipales se repartían de la siguiente forma: herbáceos (83,75 %), pastos (8,91 %), otros espacios (6,35 %), forestales (0,73 %) y leñosos —viñedos— (0,26 %). El sector secundario no estaba presente en el municipio y el de la construcción empleaba a seis trabajadores y una empresa.

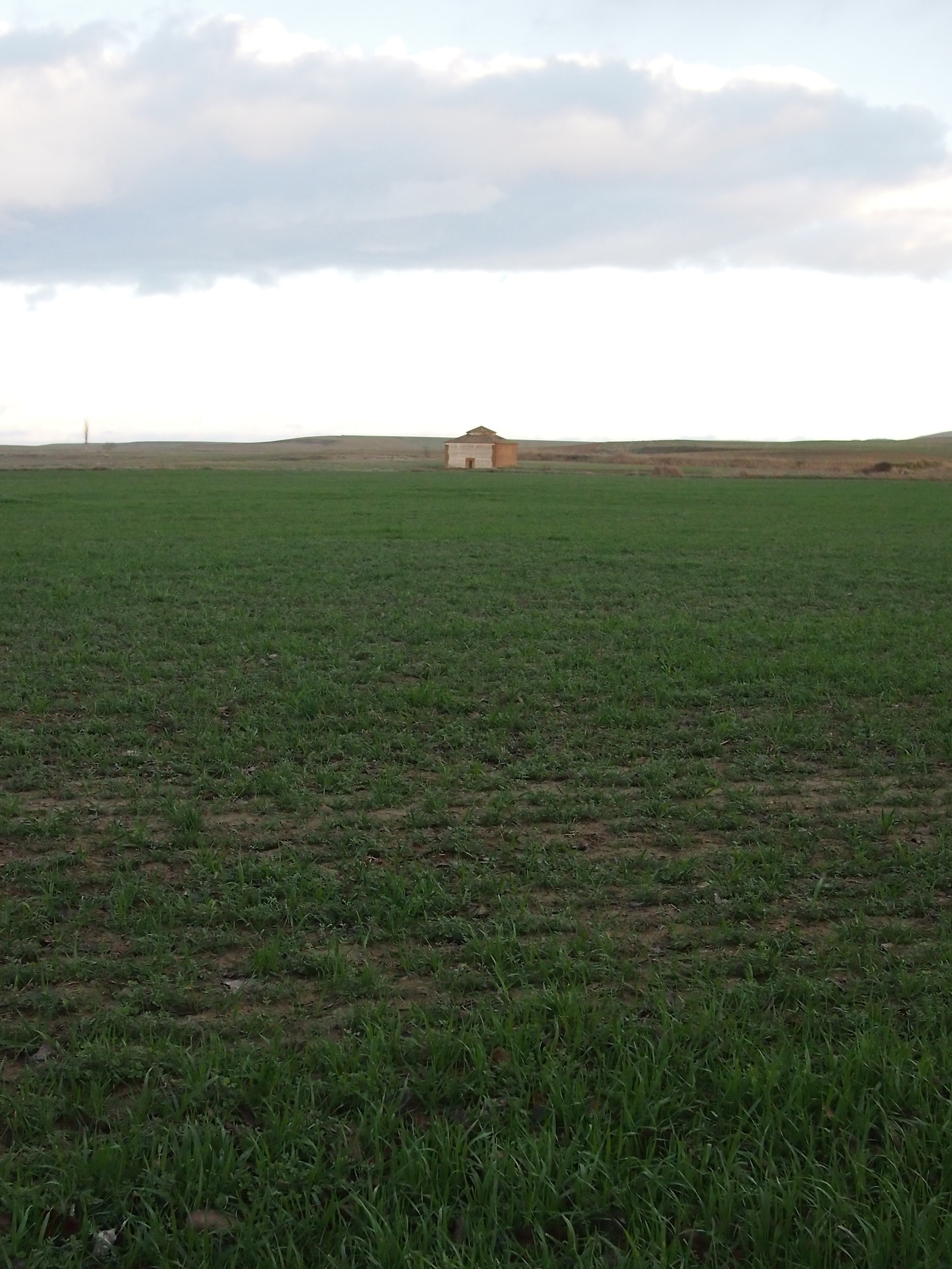
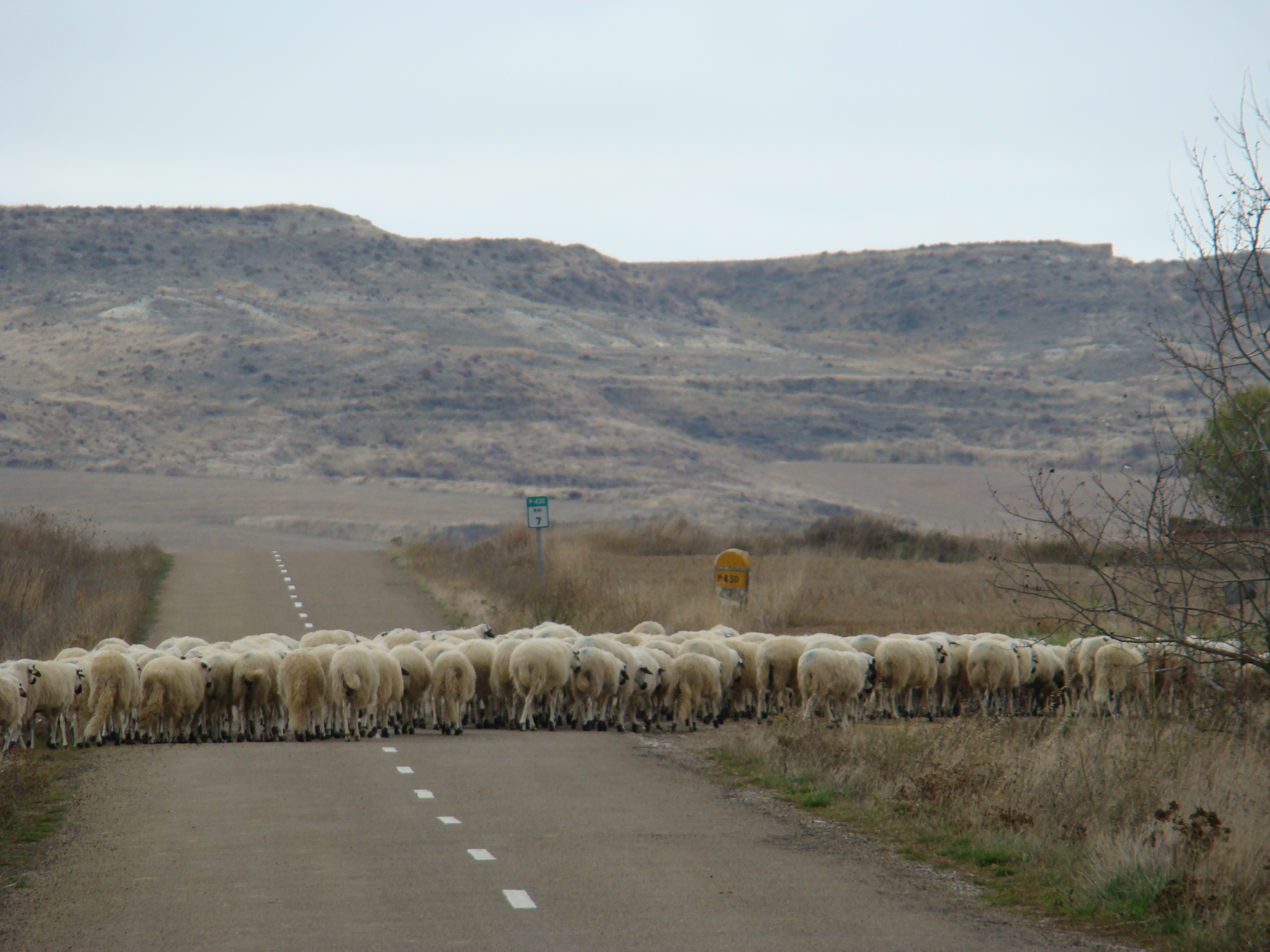

Agricultura y ganadería han sido tradicionalmente los pilares de la economía local

Por último, al sector servicios estaban adscritos dos trabajadores y una empresa. El turismo tiene una presencia creciente gracias a su patrimonio histórico-artístico y, en total, en diciembre de 2014 estaban registrados en el municipio tres establecimientos turísticos de turismo rural, con una capacidad para 36 personas. En cuanto al desempleo, en enero de 2015 el paro era de 4 personas, todas ellas hombres.

## Gobierno y administración
Administración municipal
La administración local del municipio se realiza a través de un ayuntamiento de gestión democrática, cuyos componentes se eligen cada cuatro años por sufragio universal. El censo electoral está compuesto por todos los ciudadanos empadronados en Támara de Campos, mayores de 18 años y con nacionalidad de cualquiera de los países miembros de la Unión Europea. Según lo dispuesto en la Ley del Régimen Electoral General, que establece el número de concejales elegibles en función de la población del municipio, la corporación municipal está formada por 3 ediles (5 anteriormente), los cuales se han distribuido de la siguiente forma en los últimos años:
| Partido político                         | 1979    | 1979       | 1983    | 1983       | 1987  | 1987       | 1991    | 1991       | 1995    | 1995       | 1999    | 1999       | 2003    | 2003       | 2007    | 2007       | 2011    | 2011       | 2015    | 2015       |
| Partido político                         | % votos | concejales | % votos | concejales | votos | concejales | % votos | concejales | % votos | concejales | % votos | concejales | % votos | concejales | % votos | concejales | % votos | concejales | % votos | concejales |
| Partido Popular (PP)                     | -       | -          | -       | -          | -     | -          | 20,55   | 1          | 70      | 5          | 67,95   | 4          | 72      | 1          | 63,29   | 1          | 60,53   | 2          | 60,94   | 2          |
| Partido Socialista Obrero Español (PSOE) | -       | -          | -       | -          | -     | -          | 56,16   | 4          | 26,25   | 0          | 21,79   | 1          | 16      | 0          | 31,65   | 0          | 34,21   | 1          | 28,13   | 1          |
| Izquierda Unida (IU)                     | -       | -          | -       | -          | -     | -          | -       | -          | -       | -          | 17,85   | 0          | 5,33    | 0          | -       | -          | -       | -          | -       | -          |
| Centro Democrático y Social (CDS)        | -       | -          | -       | -          | 44,87 | 3          | -       | -          | -       | -          | -       | -          | -       | -          | -       | -          | -       | -          | -       | -          |
| Independientes                           | 86,42   | 5          | 49,48   | 3          | 43,59 | 2          | -       | -          | -       | -          | -       | -          | 5,33    | 0          | -       | -          | -       | -          | -       | -          |
| Independientes 2                         | -       | -          | 41,24   | 2          | -     | -          | -       | -          | -       | -          | -       | -          | -       | -          | -       | -          | -       | -          | -       | -          |

Administración judicial
Támara de Campos pertenece al partido judicial número 1 de la provincia de Palencia, con sede en Palencia, cuya demarcación comprende dicha ciudad más otros municipios de las comarcas limítrofes, y cuenta con seis juzgados de primera instancia e instrucción, dos juzgados de lo social, un juzgado de lo penal, un juzgado de menores y un juzgado de lo contencioso-administrativo.

## Equipamientos y servicios
Educación
El municipio no cuenta con centros educativos por lo que, a nivel de educación infantil y primaria, sus alumnos acuden al CEIP «Anacleto Orejón» de Astudillo. En cuanto a educación secundaria, sus estudiantes han de acudir al IES «Sem Tob» de Carrión de los Condes. Ambos centros están gestionados por la Consejería de Educación de la Junta de Castilla y León a través de la Dirección Provincial de Educación de Palencia.
Sanidad y servicios sociales
El sistema sanitario del municipio se presta a través del sistema público de salud, gestionado por Sacyl (Sanidad Castilla y León), mediante un consultorio médico de atención primaria, dependiente del centro de salud de Frómista. Este cuenta con un servicio de guardia 24 horas y en él se centraliza la zona básica de salud «Frómista», que atiende a un total de 22 municipios. Las farmacias más cercanas se encuentran en las localidades de Frómista y Astudillo, y en relación con centros hospitalarios, sus habitantes han de acudir a los existentes en la capital provincial como el Hospital de Palencia. En cuanto a servicios sociales, Támara de Campos pertenece al Centro de Acción Social (CEAS) de Astudillo-Frómista, con sede en el centro de salud de Astudillo.

## Patrimonio histórico-artístico

### Iglesia de San Hipólito el Real
Es un templo católico —parroquia de la villa— construido en el siglo XIV, en estilo gótico, aunque con añadidos y restauraciones barrocas y renacentistas a lo largo de los siglos XV y XVIII. Es Bien de Interés Cultural desde 1931. Presenta tres naves, mayor la central, cabecera poligonal y falso crucero. En su interior destaca el coro, en estilo gótico flamígero y decorado con motivos vegetales y esculturas que representan al apostolado, el Pantocrátor y la Anunciación, y el órgano, sustentado en una sola columna de madera. 

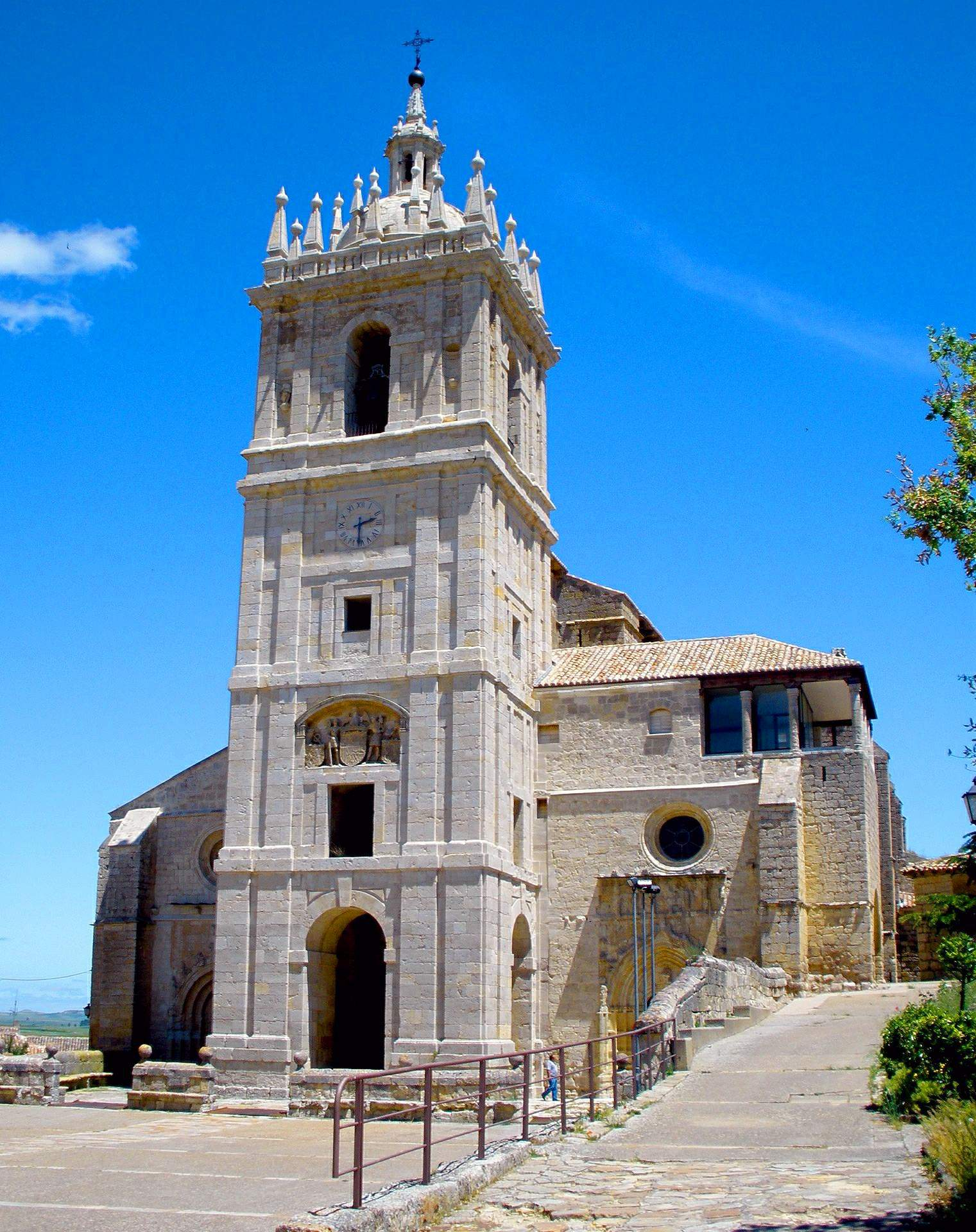
Vista de la torre
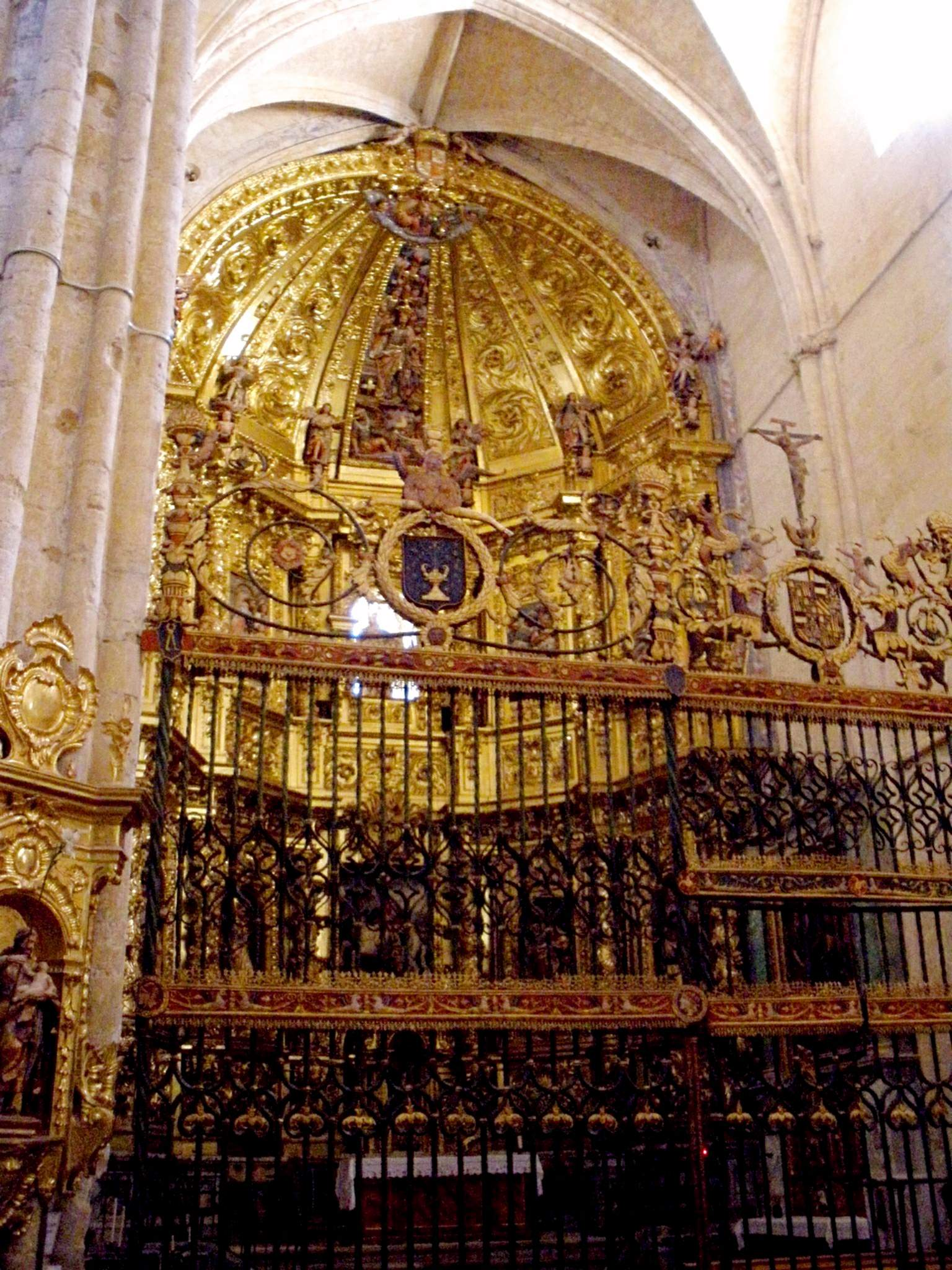
Vista interior
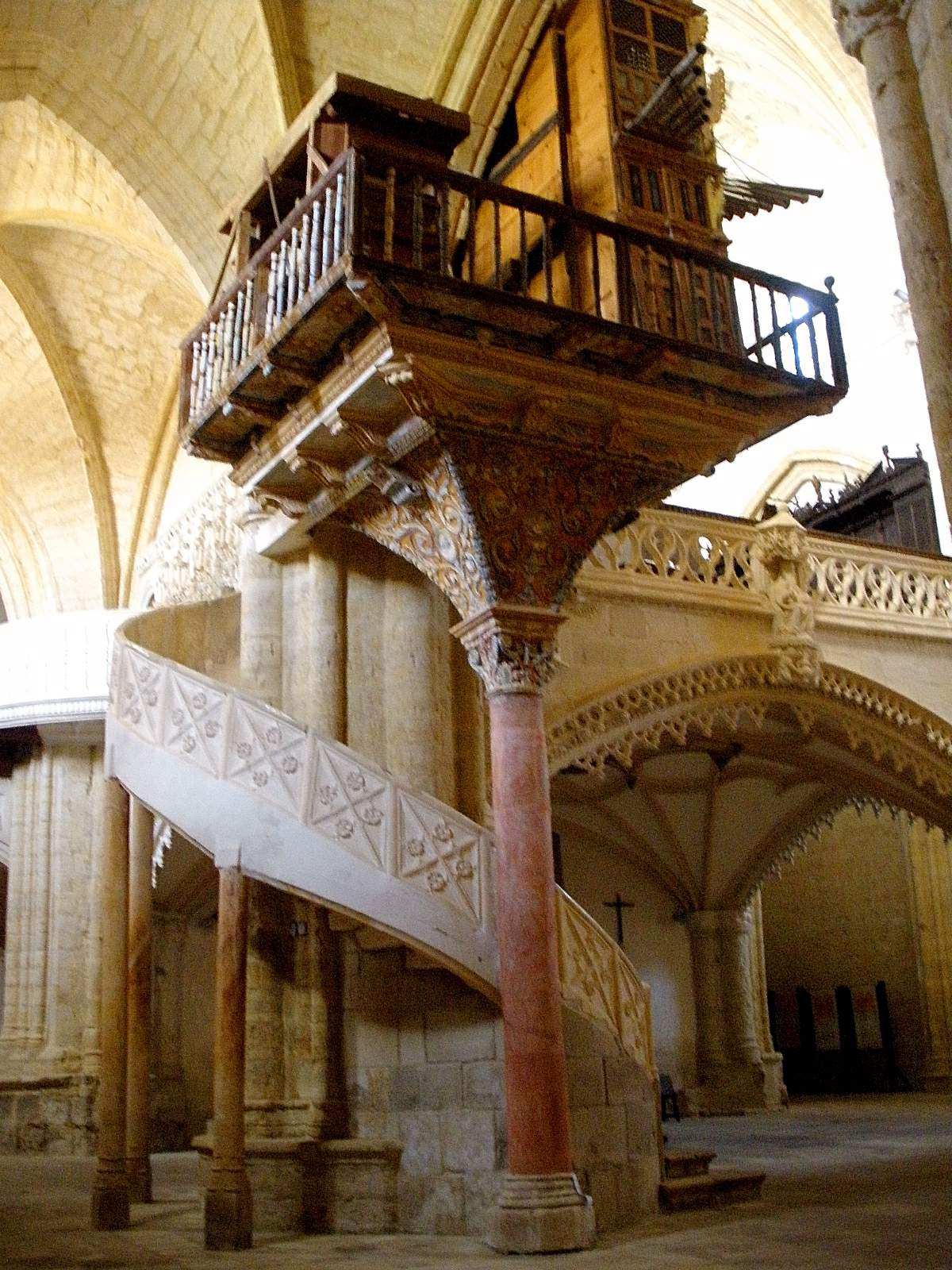
Órgano

Cuenta también con varios retablos barrocos en sus naves, uno de ellos con esculturas de Felipe Bigarny narrando el martirio de San Hipólito, mientras que en el retablo mayor, compuesto de dos cuerpos, cinco calles y remate semicircular, se representa a San Fernando. Es reseñable también la rejería, en la que figura San Hipólito a caballo y el escudo de la Virgen, y un púlpito, decorado con labores góticas y renacentistas. Al exterior se halla la torre, conocida como la «Moza de Campos», que fue erigida bajo influencia herreriana en el siglo XVII, tras el derrumbe de la anterior en 1568.

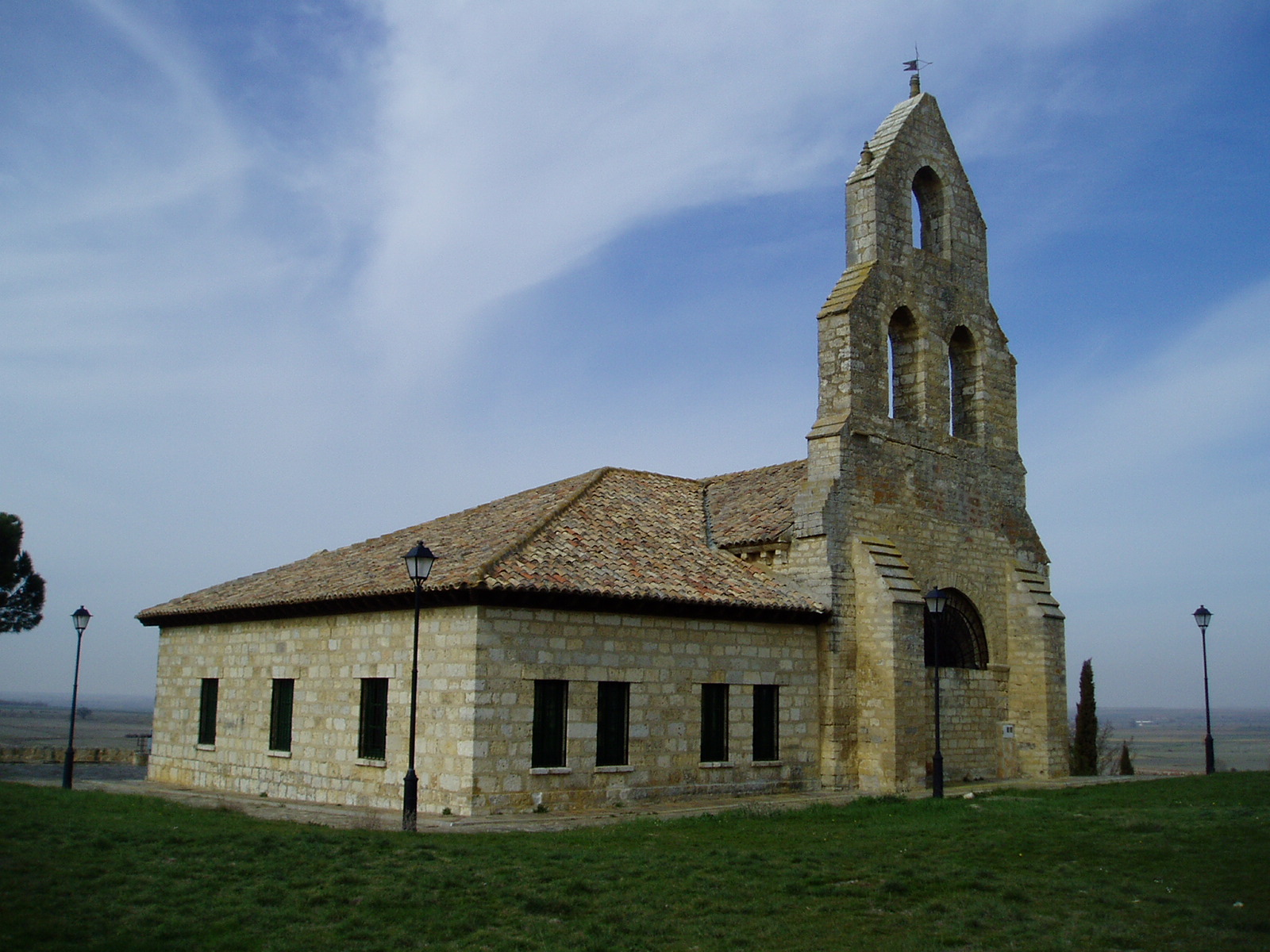
Vista de la que fue iglesia de la Orden de San Juan de Jerusalén

### Hospital de Peregrinos o de San Juan de Jerusalén
A finales del siglo XII o principios del XIII la villa de Támara eligió como señor territorial a la Orden de San Juan de Jerusalén, la cual edificó un castillo y hospital junto a la iglesia ya existente. De todo el conjunto arquitectónico solo queda el templo, obra románica del siglo XII conocida como «iglesia románica del Castillo». Las estructuras restantes del hospital se derribaron y en su lugar se construyó, a principios del siglo XX, el edificio que es la sede del Ayuntamiento, cuyas estancias comparte con un pequeño museo municipal etnográfico.
Situada en un pequeño cerro cercano a la plaza, al que se accede por una escalinata o una rampa, presenta una única nave, vanos con arco de medio punto doblado y cubierta moderna soportada por arcos apuntados. El acceso se realiza por dos portadas, una al norte y otra al sur, que comunica con unas estancias que antiguamente sirvieron como hospital de peregrinos. Al este, bajo la espadaña postmedieval y como resultado de un traslado desde otro lugar o que sirviese de acceso a una estancia desaparecida, se levanta un arco de medio punto en el que alguno de sus elementos conserva la decoración original a base de motivos vegetales.

### Iglesia y Casa del Priorato del Monasterio de San Miguel

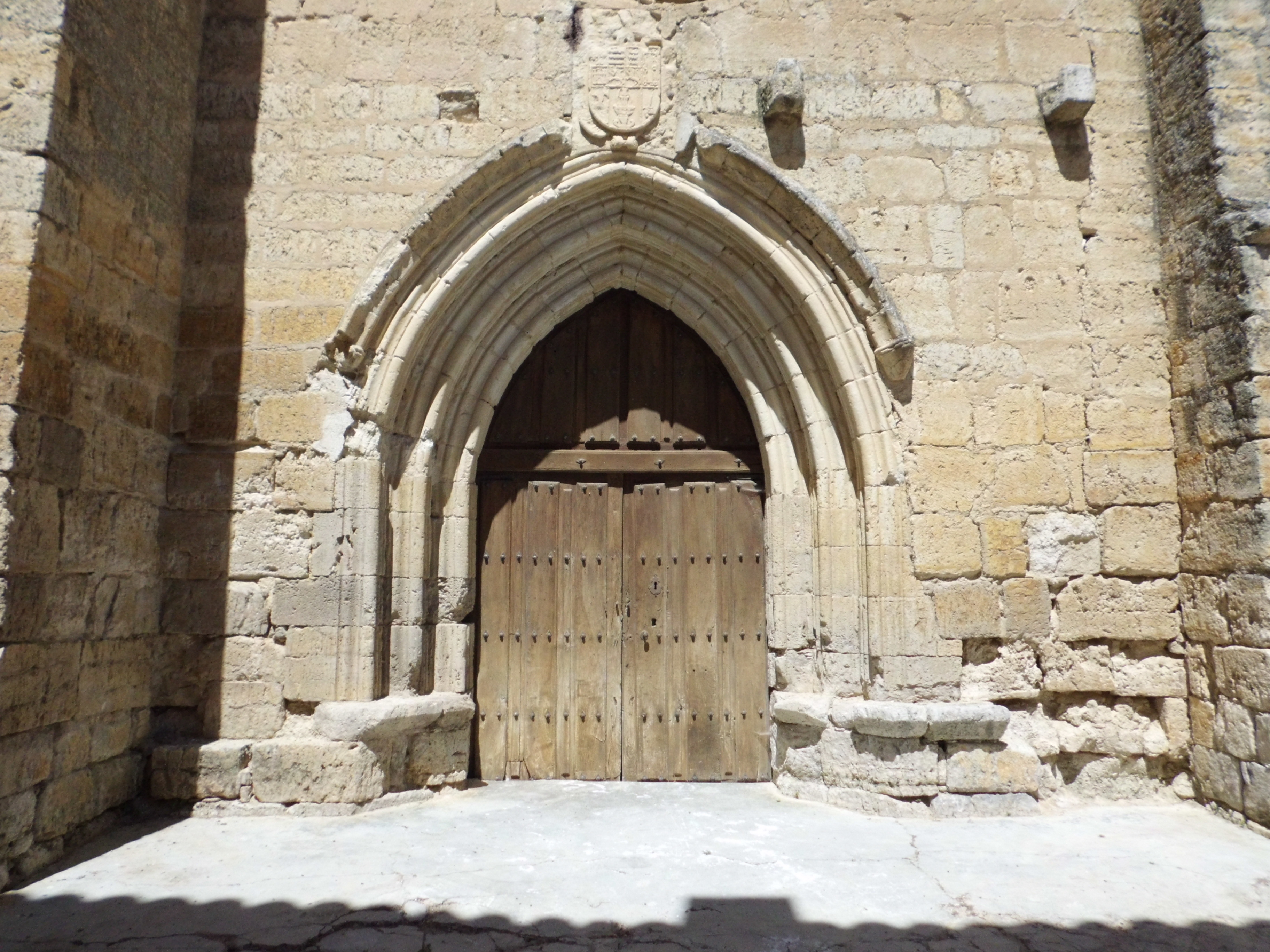
Puerta de entrada a la iglesia del monasterio de San Miguel. Sobre el arco apuntado se ve un escudo propio del monasterio de San Pedro de Cardeña, del que fue filial

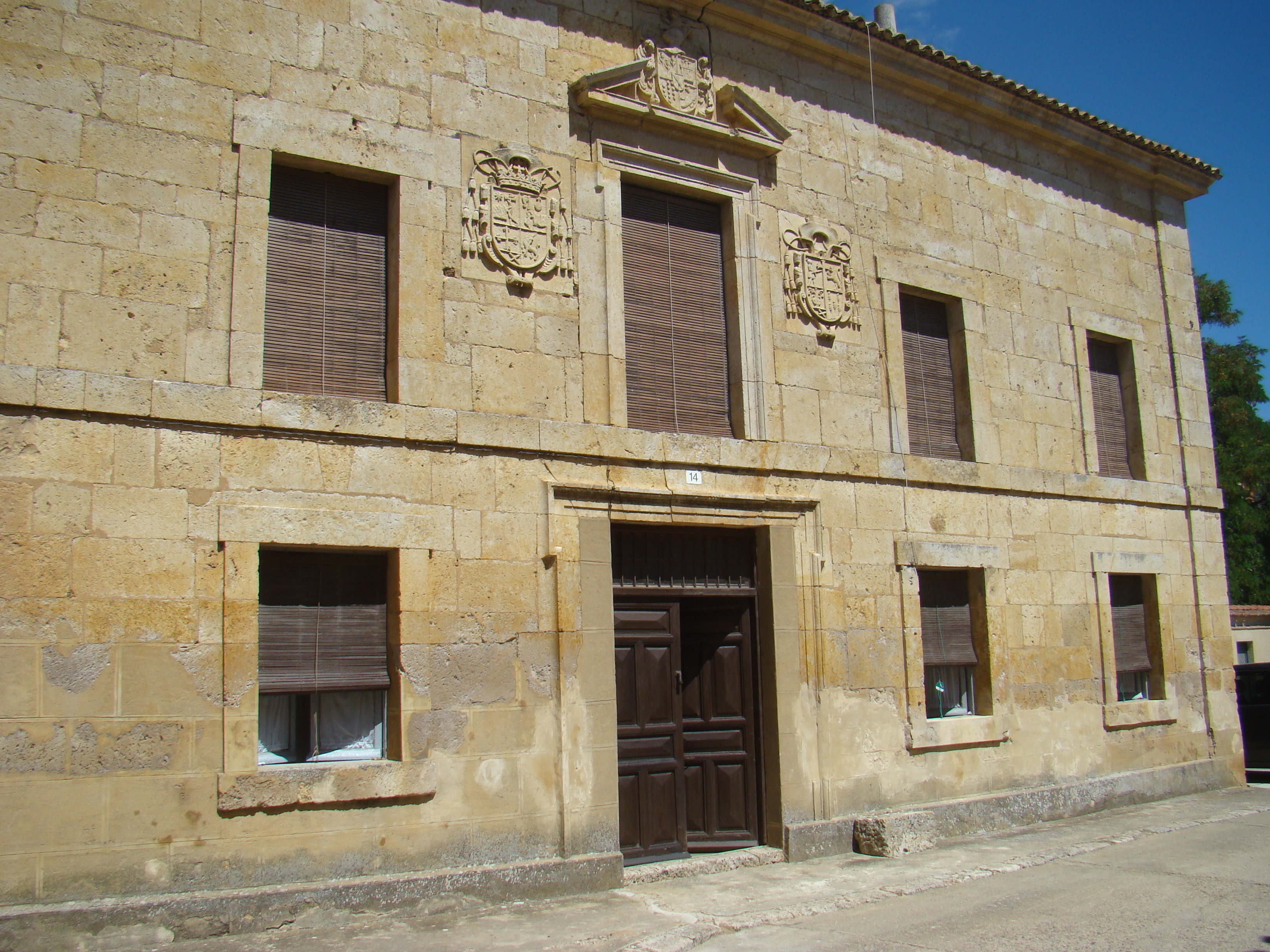
Casa del Priorato

Según los documentos históricos, el monasterio de San Miguel existía ya en el siglo X. En el año 960 el conde Fernán González entregó a este monasterio el cuidado y jurisdicción del incipiente barrio de la Serna que iba formándose con residentes inmigrados. En el año 976 el conde Garcí Fernández lo entregó y anexionó al monasterio de Cardeña de Burgos. 
La iglesia del monasterio fue parroquia a partir del Concilio de Trento. El templo que subsiste es gótico del siglo XV. Conserva todavía una torre medieval del siglo XII con huecos de arco románico para campanas. La entrada principal es a través de un arco apuntado con arquivoltas de molduras sencillas. Sobre su vértice descuella un escudo y más arriba se abre un hueco redondo a modo de rosetón muy simple. 
En el interior se conservan restos de policromía en las claves de la bóveda y en las capillas laterales. El retablo no tiene mucha calidad artística. Tuvo un calvario del siglo XIII cuyas figuras de la Virgen y San Juan se encuentran en el museo Marés de Barcelona. El púlpito gótico se adorna con yeserías.
Junto a la iglesia sigue en pie la casa del Priorato, que presenta una buena fachada de piedra de sillería y consta de dos cuerpos; el inferior tiene la puerta de entrada y tres huecos para ventanas, mientras que el superior presenta un balcón situado sobre la puerta de entrada, rematado por un frontón partido que cobija un escudo. A los lados se ven otros dos escudos. Se abren también tres ventanas dispuestas en la misma línea que las inferiores. Este edificio es de propiedad particular.
Los primeros propietarios de esta casa fueron los hermanos Magdalena Martínez Sarmiento y Alonso Martínez Sarmiento, sobrinos del obispo de Burgos González Villalobos. Magdalena estaba casada con Francisco Vizcarreto, que tenía el apellido Sandoval por vía materna. Este apellido está representado en la barra del escusón del escudo que está sobre la puerta. La casa pasó después a Alonso Martínez Sarmiento y más tarde a Feliciana de Galarza, que fue quien la vendió al Priorato de San Miguel.
Heráldica

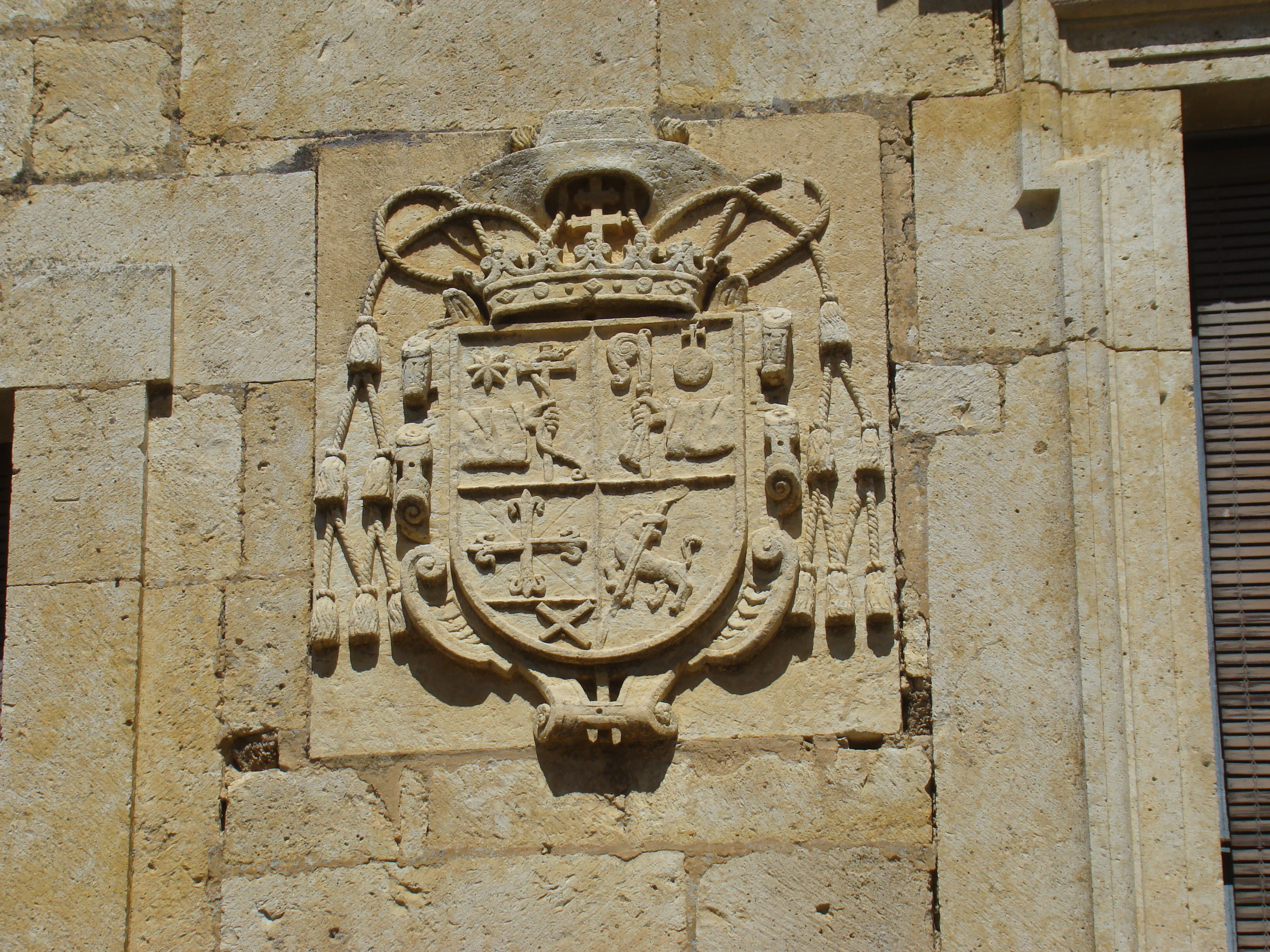
Escudo de la casa del Priorato a la izquierda del espectador, con las armas del obispo fray José González Villalobos con símbolos de la Orden de Santo Domingo

Sobre la puerta de la iglesia hay un escudo referente al monasterio de San Pedro de Cardeña como indicación de dependencia, pues fue filial de éste. Por su parte, la casa que se conoce como Priorato tiene tres escudos. El de la izquierda del espectador muestra las armas del obispo fray José González Villalobos con símbolos de la Orden de Santo Domingo.
El otro escudo a la derecha del espectador muestra las armas de la familia del obispo: en el jefe y a su derecha, un guerrero con espada luchando contra un león que se encuentra a la izquierda. El escudo está partido de arriba abajo por una cruz. En los dos cuarteles de abajo el de la diestra presenta un jarrón con flores y el de la siniestra cinco armiños. En el timbre está el capelo de obispo del que cuelgan los cordones con cinco borlas cada uno. Sobre el balcón está el tercer escudo, timbrado por un yelmo cuya cimera consiste en un león que sujeta un ramo; por debajo se advierte una cartela que dice NON SINE VIRTUTE. Está dividido en cuarteles con tulipanes, torre, bezantes y un ave. En el centro hay un escusón atravesado por una banda que representa el apellido Sandoval.

### Casa del Mayorazgo

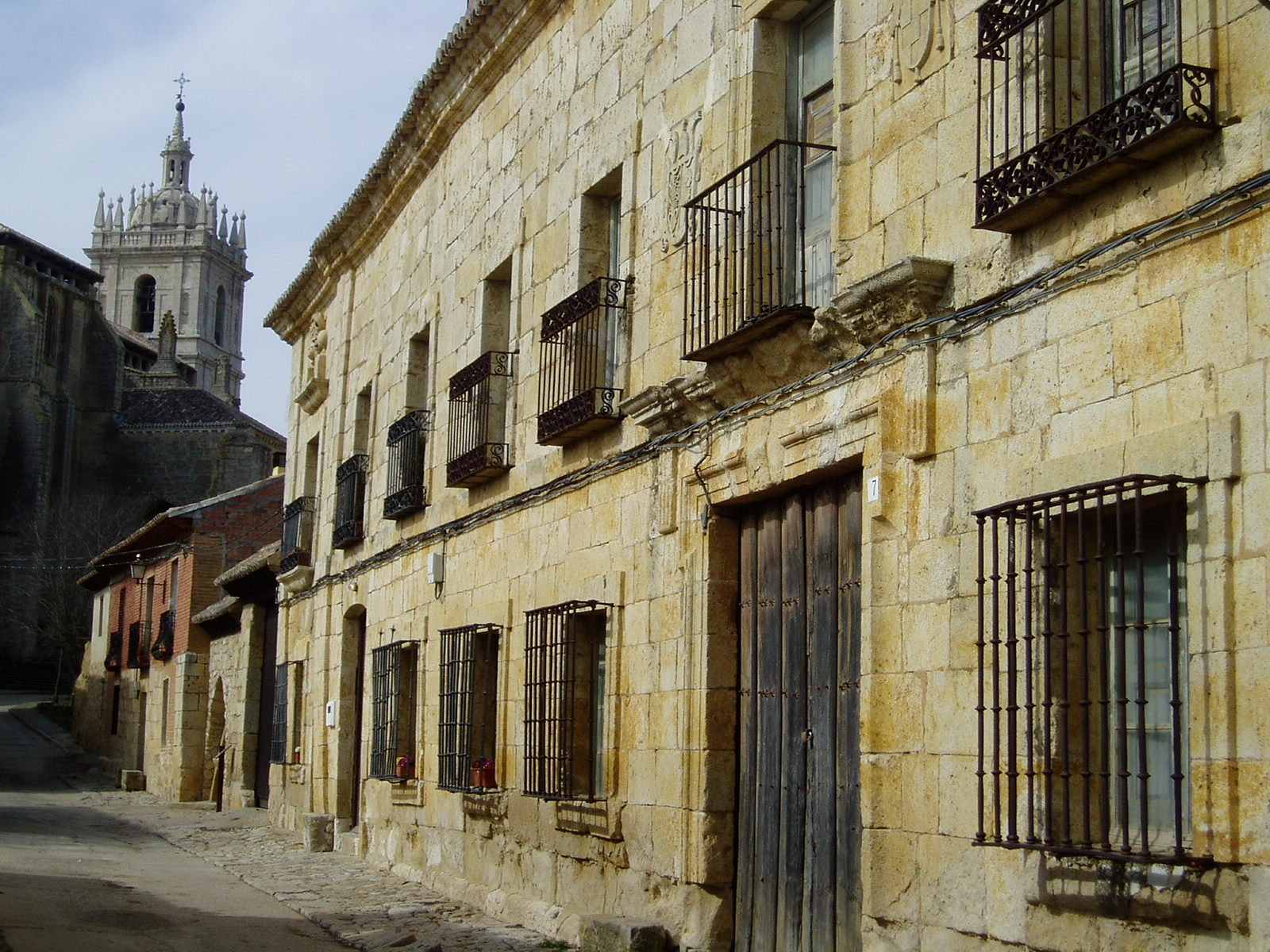
Casa del Mayorazgo, fundado por Juan Gallardo Sarmiento

Esta casa perteneció a la familia de los Gallardo Sarmiento. Juan Gallardo Sarmiento era hijo de Laurencio Gallardo y María Sarmiento. Estudió la carrera eclesiástica en el Colegio Mayor de Alcalá de Henares ocupando años más tarde la cátedra de Artes en la propia Universidad. Desempeñó también los cargos de beneficiado de preste (o beneficiado presbítero) en Támara, catedrático y rector de la Universidad de Valladolid. Murió en 1698 y fue enterrado en la iglesia de San Hipólito de Támara. Este personaje fue el fundador del mayorazgo y la capellanía dotándolos con 2 000 ducados, en los últimos años del siglo XVII. Su hermano José heredó esta casa (de nueva planta) que tenía vinculado el patronato de la capilla mayor de la iglesia de Abastillas, además de un huerto y otros terrenos en esta misma localidad. Heredó también la casa lindante con la principal que estaba todavía en construcción. José emparentó con la familia Sarmiento y sus sucesores con las familias García, Escobar y Mazo. En la portada pueden verse tres escudos pertenecientes a estas familias.
Heráldica
La fachada de la casa tiene tres escudos; en los laterales la simbología narra la vida profesional de su propietario. El escudo central está colocado sobre un balcón y se le supone posterior pues lleva las armas de sus descendientes Sarmiento-Arroyo.

### Casa natal de Sinesio Delgado

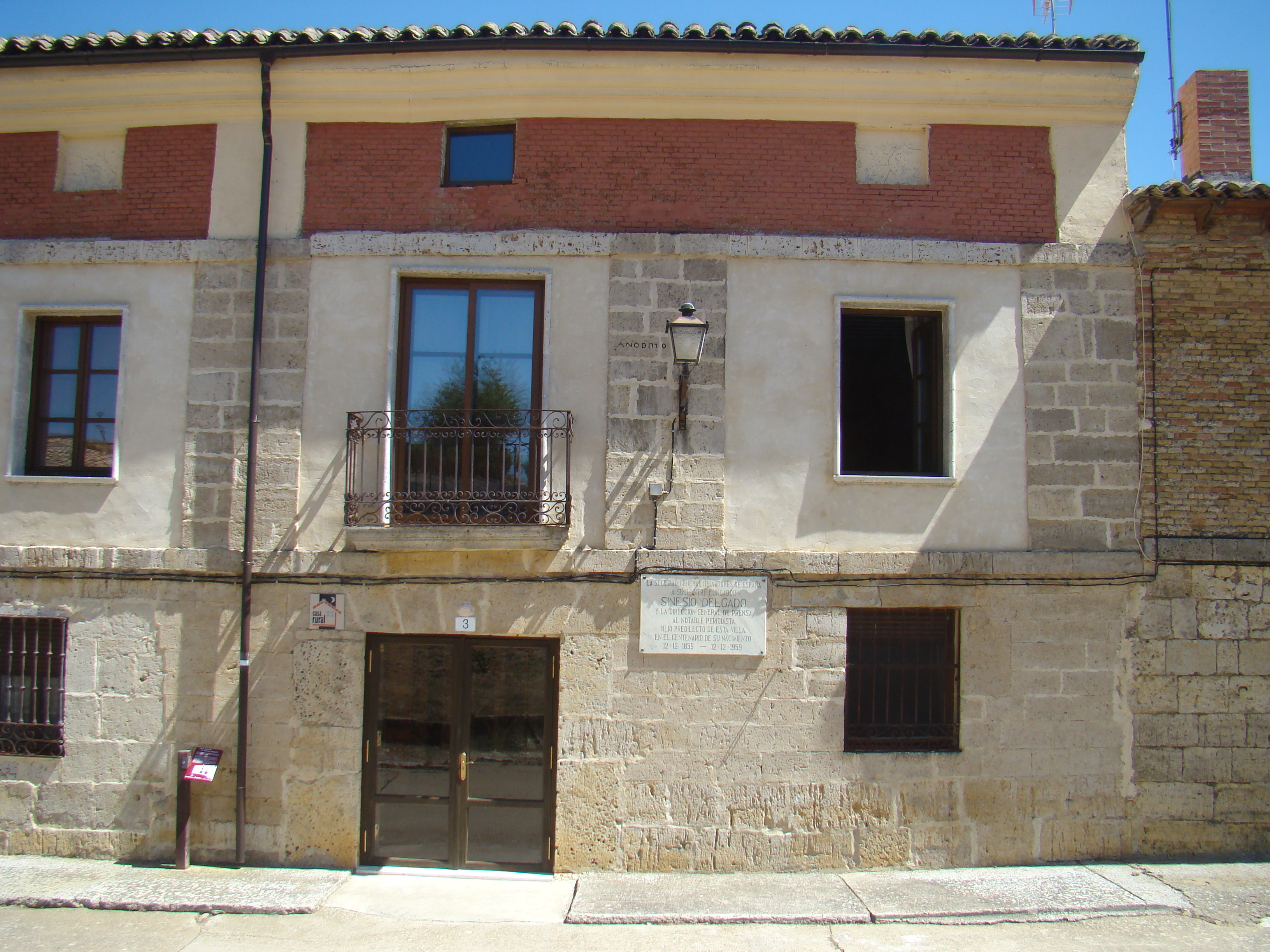
Casa natal de Sinesio Delgado

Es conocida con el nombre de sus últimos propietarios: casa de la familia Chico. Es una casa construida en piedra, característica de arquitectura popular; tiene buena sillería en su fachada y una puerta de acceso adintelada con dovelas. En esta casa nació el escritor Sinesio Delgado el 12 de diciembre de 1859, según acredita una placa conmemorativa que se conserva en la fachada. Sinesio Delgado fue autor de obras dramáticas en prosa y en verso. Una de ellas titulada Castilla y León, escrita en su juventud, fue estrenada en Támara el año 1876. Escribió también poesía y fue periodista y colaborador de los periódicos Madrid Cómico, ABC, La Esfera, El Heraldo y El Liberal. Se le recuerda especialmente porque fue el fundador de la Sociedad de Autores de España (SGAE).

### Ermita de Nuestra Señora de Rombrada
Situada en el despoblado de Ferrombrada, a tres kilómetros de Támara, es el templo donde se acoge a la patrona de la villa, Virgen de Rombrada, cuya fiesta se celebra cada 3 de mayo. Su fecha de construcción es desconocida aunque su planta se inscribe entre visigótica y románica. En 1502 ya aparece mencionada la tradición mariana de la ermita.

### Otros lugares
Villa Julia
El edificio tiene un cierto valor arquitectónico con un estilo que recuerda las casas construidas por los indianos santanderinos o asturianos.
Escuelas
Fueron diseñadas por el arquitecto Jerónimo Arroyo, natural de Palencia, a principios del siglo XX. Están construidas en ladrillo y su planta tiene forma de «U». Tenía una clase para niños, otra para niñas, y la llamada sala de la Falange, que actualmente está destinada a teatro. El resto del inmueble está dedicado a tres actividades distintas: consultorio médico, Centro de la Tercera Edad y salón recreativo y de baile.

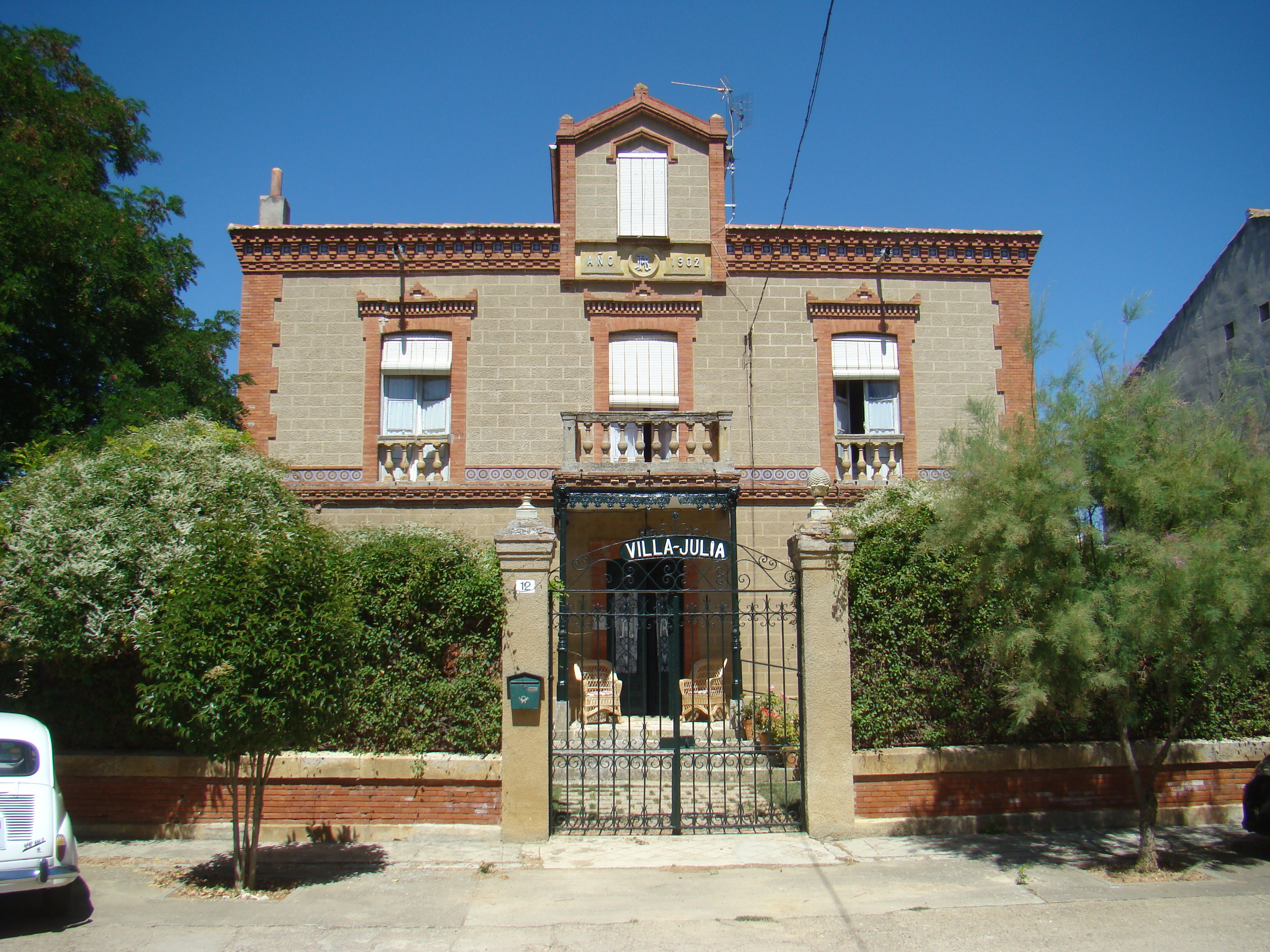
Villa Julia
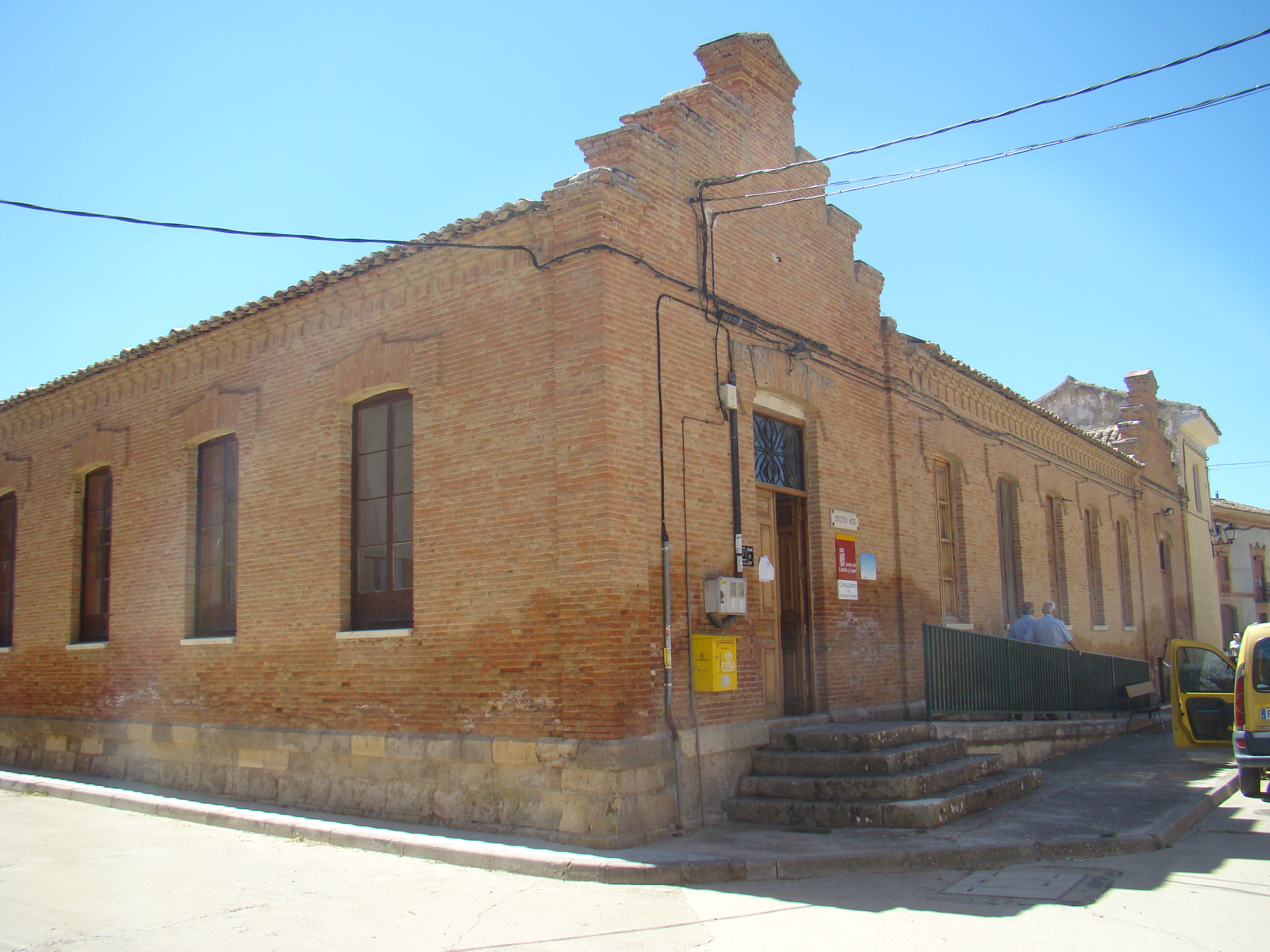
Edificio de las antiguas escuelas recuperado para distintas actividades sociales

Fuentes
La fuente del Caño está situada extramuros, frente al arco de la muralla conocido por ese mismo nombre: Arco del Caño. Es una fuente que se abastece de un manantial; tiene un pilón que hace las veces de abrevadero. La otra fuente importante y antigua es la de San Roque, situada en el lado opuesto de la villa, en un lugar campestre conocido como La Glorieta; está plantado de árboles (chopos y castaños) y tiene juegos y columpios para los niños. En tiempos pasados este enclave sirvió para reunión del consejo de la villa. Además de estas dos que son históricas, existen otras más modernas.

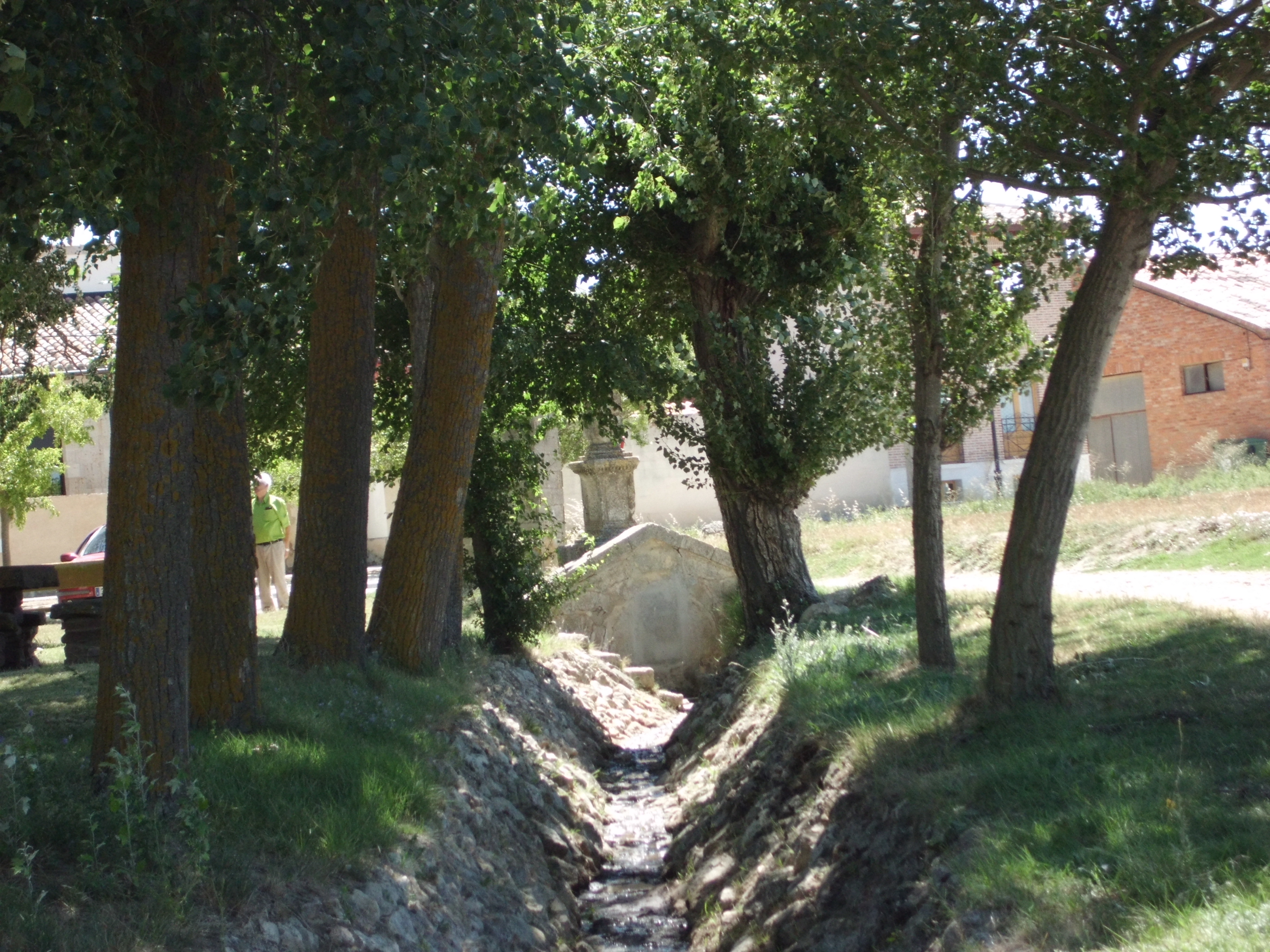
Fuente renacentista de San Roque. Se alimenta de manantial y vierte su agua en un regatillo
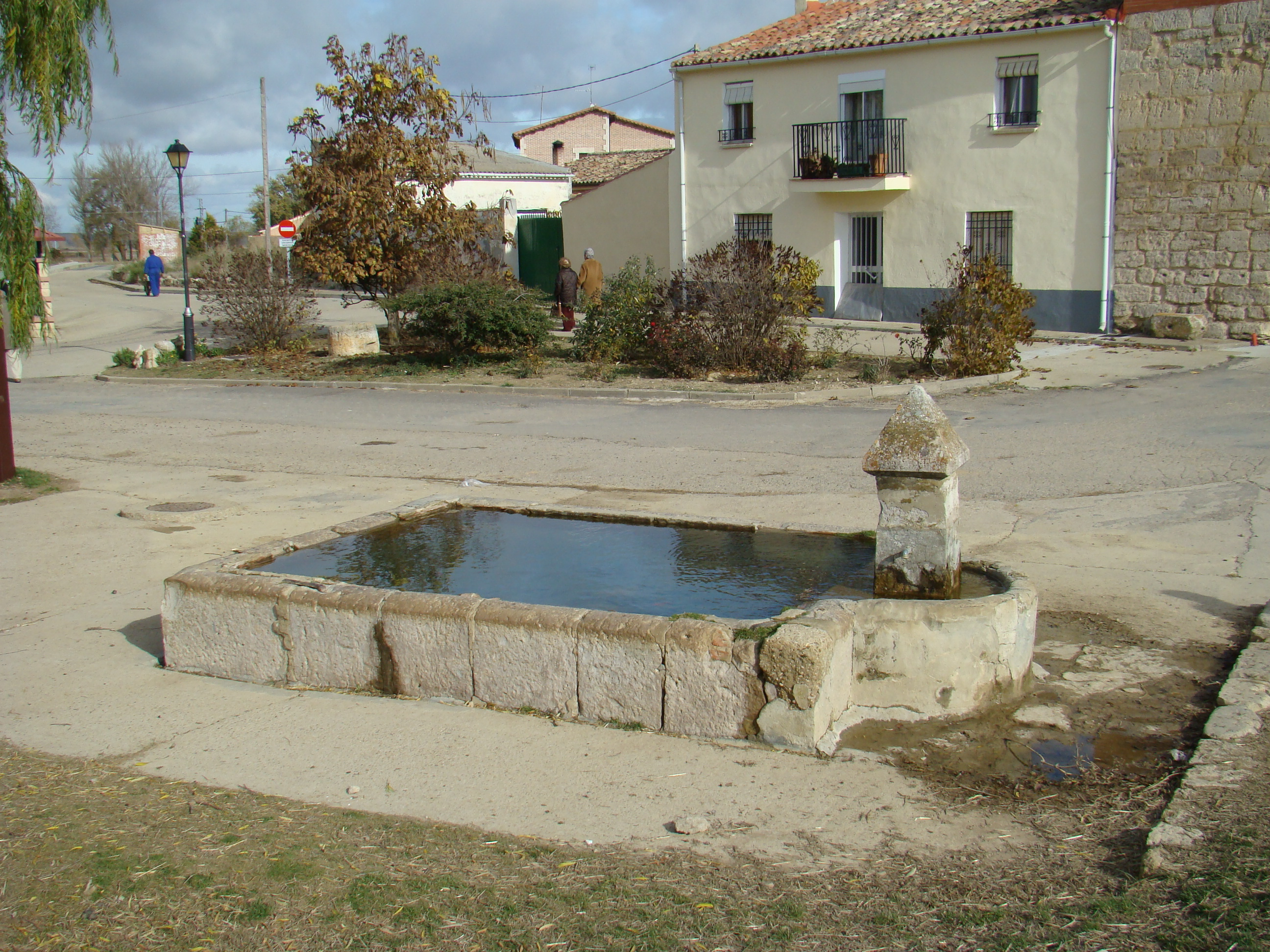
Fuente del Caño a la salida del arco de la muralla llamado Arco del Caño. Es renacentista y se alimenta de manantial

## Festividades y tradiciones
La mayoría de las festividades que se celebran en Támara de Campos son de carácter religioso, tales como la Navidad, la Semana Santa y las fiestas de los santos y vírgenes patrones de cada localidad, de arraigo en el resto del país. Así, el 25 de abril, por San Marcos, se celebra romería en la ermita de Rombrada; se obsequia a todos los asistentes con pan y queso y tiene lugar una misa, para posteriormente trasladar la imagen de la Virgen hasta Támara. Después de permanecer en la iglesia durante los días de novena, el 3 de mayo tiene lugar la fiesta de la Cruz, durante la cual devuelven la imagen mariana a su ermita. 
La tradición de este festejo es muy antigua, remontándose como mínimo a 1502 e incluyendo una danza de paloteos. Los danzantes son ocho, de edades comprendidas entre los quince y veinte años y cada uno lleva un lazo con el que tejen un árbol. Su traje consta, entre otras, de camisa y enaguas blancas, calzón que en cada danzante es de un color y medias y zapatillas blancas. 
Junto con los danzantes va un personaje común a muchas de las fiestas que se celebran en localidades de la provincia llamado «Chiborra» (o Birria o Botarga). Lleva una indumentaria estrafalaria y de mucho colorín, compuesta por una casaca, un pantalón y un gorro a pico. Porta en su mano una vara con una bola que cuelga y va dirigiendo al grupo de los ocho danzantes. Es atrevido y suele ir narrando los acontecimientos ocurridos durante todo el año, de forma descarada e irreverente. Se le asocia a la figura del diablo.
Ese día 3, tras la celebración de una misa, se procede al traslado de la Virgen, siendo acompañada por los bailes de los danzantes hasta su ermita. Previamente, en el Caño, el Chiborra recita una despedida a la Virgen, y ya frente a la ermita continúan los bailes y se despide a la imagen con plegarias y poesías. Ya en el mes de agosto, el día 13, tienen lugar las fiestas patronales en honor de San Hipólito.